# Economia della Corea del Nord
L'economia della Corea del Nord è basata sulla pianificazione centrale dove il ruolo degli schemi di allocazione del mercato è limitato ma in aumento. Tuttavia, c'è stata una leggera liberalizzazione, in particolare dopo la salita al potere di Kim Jong-un nel 2012, in contrasto spesso con la particolare legislazione. Secondo l'Indice di libertà economica del 2020, la Corea del Nord è la nazione meno libera economicamente tra le 180 classificate.
Il collasso dei regimi comunisti nel blocco orientale dal 1989 al 1991, e soprattutto la dissoluzione dell'Unione Sovietica e quindi la scomparsa del principale fornitore di aiuti, costrinsero l'economia nordcoreana a riallineare le sue relazioni commerciali internazionali, portando anche a maggiori scambi commerciali con la Corea del Sud e la Cina, quest'ultima il più importante socio commerciale dello Stato nordcoreano.
La Corea del Nord ha avuto un PIL pro capite simile a quello sudcoreano dal periodo successivo alla guerra coreana fino a metà degli anni settanta, ma ha avuto un reddito pro capite inferiore ai 2 000 $ tra la fine degli anni novanta e i primi anni duemila. Secondo la classifica delle Nazioni Unite del 2017, la Corea del Nord era la 178ª nazione su 192 per PIL nominale pro capite, e secondo una stima della CIA del 2013, aveva un tasso di disoccupazione del 25,6%.

## Dimensioni dell'economia nordcoreana
Stimare il prodotto nazionale lordo della Corea del Nord è un'operazione abbastanza difficile a causa della scarsità di dati economici e della problematica riguardo alla scelta di un tasso di cambio appropriato per il won nordcoreano, la valuta non convertibile del paese. Una stima del governo sudcoreano pone il reddito nazionale lordo nordcoreano del 1991 a 22,9 miliardi $, o 1 038 $ pro capite. Nello stesso anno, la Corea del Sud aveva un RNL di 237,9 miliardi $ e e un reddito pro capite di 5 569 $. Il reddito nazionale lordo nordcoreano aveva visto un declino del 5,2 % dal 1989, una diminuzione che secondo le previsioni sarebbero continuate negli anni a seguire. Il RNL sudcoreano invece aumentò del 9,3 % e del 8,4% rispettivamente nel 1990 e nel 1991.
È stato stimato che il RNL nordcoreano sarebbe stato quasi dimezzato tra il 1990 e il 1999. I bilanci annuali del paese suggeriscono che il reddito nazionale triplicò in maniera approssimativa tra il 2000 e il 2014. Intorno al 2010, il commercio estero ritornò ai livelli del 1990.
La Banca di Corea situata a Seul stimò che dal 2000 al 2013 la crescita media annuale era dell'1,4% e che il reale PIL della Corea del Nord nel 2015 è stato di 30 805 miliardi di won sudcoreani. Nello stesso anno, la banca pubblicò le seguenti stime sulla crescita del PIL nordcoreano:
| 2000 | 2001 | 2002 | 2003 | 2004 | 2005 | 2006  | 2007  | 2008 | 2009  | 2010  | 2011 | 2012 | 2013 | 2014 | 2015  |
| ---- | ---- | ---- | ---- | ---- | ---- | ----- | ----- | ---- | ----- | ----- | ---- | ---- | ---- | ---- | ----- |
| 0.4% | 3.8% | 1.2% | 1.8% | 2.1% | 3.8% | −1.0% | −1.2% | 3.1% | −0.9% | −0.5% | 0.8% | 1.3% | 1.1% | 1.0% | −1.1% |

Secondo l'analista russo Andrej Nikolaevič Lan'kov in un saggio del 2017, un numero significativo di osservatori credono che la Banca di Corea sia troppo conservatrice e che il tasso di crescita reale sia del 3-4%. Lo stato nordcoreano affermò che il bilancio governativo stava aumentando con un tasso annuale tra il 5% e il 10% dal 2007 al 2015. Le spese pianificate, principalmente per strade ed edifici pubblici, aumentarono dal 4,3% nel 2014 e dall'8.7% nel 2015 fino al 13.7% nel 2016. Secondo un economista nordcoreano, il tasso di crescita nel 2017 era del 3,7%, portando il PIL a 29,6 miliardi $ nel 2018.

## Storia

### Periodo coloniale e secondo dopoguerra
A partire dalla metà degli anni venti, l'amministrazione coloniale giapponese in Corea concentrò i suoi sforzi di sviluppo industriale nell'area settentrionale della penisola relativamente scarsamente popolata ma ricca di risorse, determinando una considerevole migrazione interna verso nord di persone provenienti dalle province agrarie meridionali del penisola coreana.
Questa tendenza non si invertì se non dopo la fine della seconda guerra mondiale, quando più di 2 milioni di coreani si spostarono da nord a sud seguendo la divisione della Corea nelle zone di occupazione militare sovietica e americana. Questo esodo verso sud continuò anche dopo la proclamazione della Repubblica Democratica Popolare di Corea nel 1948 e durante la guerra di Corea.
La divisione della penisola coreana nel secondo dopoguerra provocò degli squilibri nelle quantità di risorse naturali e umane, con svantaggi sia per il Nord che per il Sud. Nel 1945, circa il 65% dell'industria pesante coreana era situata al nord, ma la Corea comunista rappresentava soltanto il 31% dell'industria leggera, il 37% dell'agricoltura e il 18% del commercio totale della penisola.
Sia la Corea del Nord che quella del Sud soffrirono della grande devastazione causata durante la guerra di Corea. Lo storico Charles K. Armstrong affermò che "la Corea del Nord era stata praticamente distrutta come società industriale". Negli anni immediatamente successivi alla guerra, la Corea del Nord mobilitò la sua forza lavoro e sfruttò le sue risorse naturali con lo scopo di raggiungere un rapido sviluppo economico. Le grandi quantità di aiuti provenienti da altri paesi comunisti, in particolare dall'Unione Sovietica e dalla Repubblica popolare cinese, permisero al paese di raggiungere un alto tasso di crescita nell'immediato dopoguerra.

### Periodo di costruzione pacifica
Durante quello che il governo nordcoreano ha definito come il "periodo di costruzione pacifica" prima della guerra di Corea, l'obiettivo principale era quello di superare il livello di produzione ed efficienza raggiunta verso la fine dell'occupazione giapponese, ristrutturare e sviluppare un'economia sostenibile riorientata verso i paesi del blocco comunista e iniziare il processo di socializzazione dell'economia. La nazionalizzazione delle principali imprese industriali e la riforma agraria, entrambe condotte nel 1946, posero le basi per due piani annuali successivi nel 1947 e 1948, e per il piano biennale del 1949-1950. Fu durante questo periodo che iniziarono ad essere applicati il sistema dei salari a cottimo e il sistema di contabilità indipendente e che la rete commerciale divenne sempre più di proprietà statale e cooperativa.
L'obiettivo principale del piano triennale, ufficialmente chiamato "Il piano triennale della ricostruzione postbellica del 1954-1956", era quello di ricostruire un'economia dilaniata dalla guerra di Corea e nel piano veniva sottolineato il recupero dei livelli prebellici. L'Unione Sovietica, altri paesi dell'Europa orientale e la Cina fornirono materiali e assistenza per la ricostruzione del paese. La priorità più alta fu data allo sviluppo dell'industria pesante, ma venne avviata anche una seria campagna di collettivizzazione dell'agricoltura. Alla fine del 1957, la produzione della maggior parte dei prodotti industriali era tornata ai livelli del 1949,ad eccezione di alcuni elementi come fertilizzanti chimici, carburi e acido solforico, il cui recupero richiese più tempo.
Avendo sostanzialmente completato il compito della ricostruzione, lo stato decise di porre le solide fondamenta per l'industrializzazione mentre completava il processo di socializzazione e risolveva i problemi durante il piano quinquennale del 1957-1960. Il processo di socializzazione fu completato nel 1958 in tutti i settori dell'economia e fu introdotto il Movimento Ch'ŏllima. Sebbene i tassi di crescita fossero alti, erano presenti dei gravi squilibri tra i diversi settori economici e dato che i premi venivano dati a individui e imprese che raggiungevano le quote di produzione, gli sforzi frenetici per raggiungere gli obiettivi del piano e la concorrenza tra le imprese e industrie causarono una crescita sproporzionata. Poiché le risorse erano limitate e il sistema di trasporto aveva frequenti congestioni, le risorse venivano dirottate verso le imprese politicamente favorevoli o quelle con direttori più esigenti. Un'azienda o un'industria che rendeva meglio delle altre spesso lo faceva a spese di quest'ultime. Tali spaccature si intensificavano con l'avvicinarsi del termine del piano.
Fino agli anni sessanta, l'economia nordcoreana cresceva molto più velocemente di quella della sudcoreana. Sebbene la Corea del Nord fosse indietro nella produzione nazionale totale, era in vantaggio rispetto alla Corea del Sud nella produzione nazionale pro capite, a causa della sua popolazione ridotta. Ad esempio, nel 1960 la popolazione della Corea del Nord contava poco più di 10 milioni di persone, mentre la popolazione della Corea del Sud era di quasi 25 milioni di persone. Sono stati riportati tassi di crescita economica annua del 30% e del 21% durante il piano triennale del 1954-1956 e il piano quinquennale del 1957-1960.
Diversi fattori sono stati alla base dell'altissimo tasso di sviluppo economico del paese negli anni cinquanta e del generale rallentamento dagli anni sessanta. Durante la ricostruzione dopo la guerra di Corea, ci furono opportunità di un'ampia crescita economica, ottenibile grazie alla capacità del regime comunista di mettere in salvo le risorse inutilizzate ed il lavoro oltre ad imporre basso tasso di consumi. Questo modello generale di crescita inizialmente alta che ha portato ad un alto tasso di formazione del capitale si è rispecchiato in altre economie di stampo sovietico. Verso la fine degli anni cinquanta, quando fu completata la ricostruzione e le risorse inutilizzate cominciarono a diminuire, l'economia dovette passare alla fase intensiva, dove la semplice disciplina comunista dello schieramento delle risorse poco utilizzate divenne meno efficace. Nella nuova fase, l'inefficienza derivante dai colli di bottiglia nella produzione portò alla diminuzione dei ricavi. Un'ulteriore crescita sarebbe stata raggiunta solamente con un aumento dell'efficienza e del progresso tecnologico.

### Anni sessanta
Dopo aver rivendicato l'adempimento anticipato del piano quinquennale nel 1959, la Corea del Nord designò ufficialmente il 1960 come un "anno di stabilizzazione" per ripristinare gli equilibri tra i vari settori prima dell'entrata in vigore del piano successivo nel 1961.
A partire dall'inizio degli anni sessanta, una serie di gravi colli di bottiglia iniziò a ostacolare lo sviluppo del paese. I colli di bottiglia erano pervasivi e in genere erano creati dalla mancanza di terra coltivabile, manodopera qualificata, energia, trasporti e carenze nel settore estrattivo. Inoltre, sia il trasporto terrestre che quello marittimo non possedevano né mezzi né attrezzature moderne. L'incapacità delle centrali elettriche, delle industrie estrattive e delle infrastrutture nel fornire energia e materie prime con la stessa rapidità con cui venivano consumate dagli impianti di produzione iniziò a rallentare la crescita industriale.
Nel 1961 fu lanciato un ambizioso piano settennale (1961-1967) per continuare l'espansione industriale e aumentare gli standard di vita, ma in tre anni divenne chiaro che si stava rivelando un fallimento ed la durata del piano fu estesa al 1970. Il fallimento fu dovuto al ridotto sostegno da parte dell'URSS quando la Corea del Nord si era avvicinata maggiormente alla Cina e alla pressione militare degli Stati Uniti che portò ad un aumento delle spese militari. Nel 1965 il tasso di crescita economica della Corea del Sud superò la Corea del Nord nella maggior parte dei settori industriali, nonostante il PIL pro capite sudcoreano rimase inferiore a quello nordcoreano. Durante l'ultima parte del piano ormai decennale, l'accento fu spostato sullo sviluppo parallelo dell'economia e delle capacità di difesa. Questo cambiamento era dovuto alla preoccupazione portata dal colpo di stato militare in Corea del Sud attutato dal generale Park Chung-hee nel 1961, il coinvolgimento degli Stati Uniti nella guerra del Vietnam, e l'inasprirsi della crisi sino-sovietica. Il governo nordcoreano pensò che stimolare una rivoluzione tecnologica nel settore delle munizioni fosse un modo per raggiungere questi obiettivi paralleli. Alla fine, la necessità di dirottare le risorse per la difesa divenne la spiegazione ufficiale del fallimento del piano.

### Anni settanta
Il piano sessennale del 1971-1976 entrò immediatamente in vigore: in seguito alle cattive prestazioni del piano precedente, gli obiettivi di crescita del nuovo piano furono sostanzialmente ridotti. Dato che alcuni degli obiettivi proposti nel primo piano settennale non furono raggiunti nemmeno nel 1970, il piano sessennale non si discostò molto dal suo predecessore, ma fu posta una maggiore enfasi sul progresso tecnologico, sull'autosufficienza (secondo l'ideologia Juche) nelle materie prime industriali, sul miglioramento della qualità dei prodotti, sulla correzione degli squilibri tra i diversi settori e sullo sviluppo delle industrie energetiche e estrattive. Il piano prevedeva il raggiungimento di un tasso di autosufficienza del 60-70% in tutti i settori industriali e il miglioramento dei trasporti, considerato una delle priorità assolute per accelerare lo sviluppo economico.
La Corea del Nord affermò di aver raggiunto gli obiettivi del piano sessennale entro la fine di agosto 1975, un anno e quattro mesi in anticipo rispetto al termine previsto. Date le circostanze, il governo prevedette l'inizio senza ritardi del piano successivo nel 1976, un anno prima, come avvenne nel 1961 per il primo piano settennale. Anche se il piano sessennale fosse stato completato nei tempi previsti , il nuovo piano avrebbe dovuto iniziare nel 1977. Tuttavia, passarono quasi due anni e quattro mesi prima della presentazione del nuovo piano, poiché il 1977 fu istituito come un "anno di stabilizzazione".
L'incapacità dei pianificatori di formulare e istituire continuamente dei piani economici rivela tanto l'inefficacia della pianificazione stessa quanto l'estensione delle difficoltà economiche e degli sconvolgimenti amministrativi che affliggono il paese. Per esempio, gli obiettivi per i piani successivi sono basati sulle realizzazioni dei piani precedenti, e se questi obiettivi non sono stati raggiunti, tutti quelli del piano successivo, inizialmente basati sulla soddisfazione del piano, dovranno essere riformulati e adeguati alla nuova situazione. Oltre al non adempimento degli obiettivi, le fratture e gli squilibri diffusi tra i vari settori dell'economia complicano ulteriormente la formulazione di un piano.
La spinta fondamentale data dal secondo piano settennale (1978-1984) fu quella di raggiungere i tre obiettivi dell'autosufficienza, della modernizzazione e della "scientificazione". Sebbene l'enfasi sull'autosufficienza fosse stata già presente in precedenza, non ricevette mai un'attenzione esplicita all'interno di un piano economico. Questa nuova enfasi potrebbe essere stata una reazione al crescente debito estero originato dalle importazioni su larga scala di macchinari e attrezzature occidentali a metà degli anni settanta. Tramite la modernizzazione, la Corea del Nord sperò di poter aumentare la meccanizzazione e l'automazione in tutti i settori dell'economia. Con "scientificazione" veniva indicata l'adozione di tecniche di produzione e gestione aggiornate. Gli obiettivi specifici del piano economico consistevano nello sviluppo prioritario del settore energetico ed estrattivo, nella modernizzare dell'industria, nel maggior utilizzo di risorse nazionali, nell'espansione della capacità di trasporto delle merci, nell'efficienza dei trasporti e infine nel velocizzare la meccanizzazione dell'agricoltura. Fu richiesto un miglioramento della qualità del sistema comprensivo di istruzione obbligatoria di undici anni.
Nel secondo piano settennale, era previsto il completamento del sistema d'irrigazione dei campi non adibiti alle risaie, la bonifica di nuovi terreni, l'imboschimento e lavori idrogeologici.
Nel 1979, la Corea del Nord rinegoziò gran parte del suo debito internazionale, ma nel 1980 si ritrovò in default con i suoi prestiti ad eccezione di quelli dal Giappone. Alla fine del 1986, il debito in valuta forte aveva raggiunto oltre 1 miliardo $. Oltretutto, lo stato doveva anche restituire quasi 2 miliardi $ ai creditori comunisti, soprattutto all'Unione Sovietica. Nel 2000, tenendo conto delle sanzioni e degli interessi maturati, il debito della Corea del Nord era stimato tra i 10 e i 12 miliardi $. Nel 2012, il debito estero della Corea del Nord era cresciuto fino a circa 20 miliardi $, nonostante la Russia avesse annunciato di cancellare circa 8 miliardi $ di debiti in cambio della partecipazione allo sviluppo delle risorse naturali. Oltre alla Russia, i principali creditori sono l'Ungheria, la Repubblica Ceca e l'Iran.
In gran parte a causa dell'indebitamento e di una prolungata siccità e cattiva gestione, la crescita industriale della Corea del Nord rallentò e il PIL pro capite scese al di sotto di quello del Sud. Alla fine del 1979, il PIL pro capite nella Corea del Nord rappresentava circa un terzo di quello del Sud. Le cause di questo andamento sono abbastanza complesse, ma un fattore importante è la percentuale sproporzionatamente elevata del PIL (probabilmente fino al 25%) che la Corea del Nord dedica al finanziamento delle sue forze armate.
Il secondo piano settennale non ebbe successo. La Corea del Nord generalmente minimizzava le realizzazioni del piano e questi non diventavano oggetto di intensa propaganda. Venne affermato ufficialmente che durante il piano l'economia era cresciuta a un tasso annuo dell'8,8%, leggermente più basso della percentuale prevista del 9,6%. In base ai tassi di crescita dichiarati per circa dodici prodotti industriali, è altamente improbabile che la produzione industriale totale sia aumenta a un tasso medio del 12,2% come affermato.

### Anni ottanta
Negli anni ottanta, furono fatti dei piccoli sforzi per diminuire il controllo centrale dell'economia che coinvolse le imprese industriali. Incoraggiato nel marzo del 1984 dall'invito di Kim Jong-il a rafforzare l'attuazione del sistema di contabilità indipendente (독립 채산제, tongnip ch'aesanje) delle imprese, aumentò l'interesse verso la gestione d'impresa e il sistema di contabilità indipendente, come dimostrato dalla crescente copertura dell'argomento nelle riviste nordcoreane. All'interno del sistema, vengono ancora assegnate delle quote di produzione ai dirigenti di fabbrica, ma viene data una maggiore discrezionalità nelle decisioni relative alla manodopera, alle attrezzature, ai materiali e ai finanziamenti.
Oltre al capitale fisso, a ciascuna impresa viene assegnato un minimo di capitale circolante dallo stato tramite la Banca centrale e viene richiesto di coprire le spese operative con i proventi delle vendite. Viene tassato fino al 50% del "profitto" mentre la restante metà viene trattenuta dall'impresa per l'acquisto di attrezzature, l'introduzione di nuove tecnologie, il miglioramento del benessere e per i bonus. Il sistema in quanto tale garantisce alcuni incentivi interni e un certo grado di autonomia a livello di microsistemi autonomi, a differenza del sistema di allocazione del bilancio, in base al quale l'eventuale surplus viene trasferito al governo nella sua interezza.
Un'altra innovazione, il Movimento di produzione di beni di consumo del popolo 3 agosto, era incentrata sulla produzione di beni di consumo. Il provvedimento prende il nome dal giorno in cui Kim Jong-il effettuò una visita ispettiva ad una mostra di prodotti industriali leggeri tenutasi a Pyongyang, appunto il 3 agosto 1984. Il Movimento imponeva ai lavoratori di utilizzare risorse e strutture produttive disponibili a livello locale per produrre i beni di consumo richiesti. All'apparenza, il Movimento non sembrava differire molto dai programmi industriali locali esistenti sin dagli anni sessanta, sebbene sia consentito un certo grado di autonomia. Tuttavia, le scelte riguardo alle quote di produzione, i prezzi e gli acquisti venivano scelte al di fuori della pianificazione centrale. Inoltre, furono creati negozi per vendere direttamente ai consumatori i beni prodotti all'interno del movimento. Il movimento rappresentava un terzo settore nella produzione di beni di consumo, oltre all'industria leggera controllata a livello centrale e a quella tradizionale controllata a livello locale. Inoltre, a metà degli anni ottanta, vi furono alcuni rapporti di crescente incoraggiamento per i piccoli artigianati privati e i mercati agricoli. A partire dal 1992, tuttavia, non è stata segnalata alcuna mossa per espandere la dimensione dei lotti di giardini privati.
A partire dalla metà degli anni ottanta e in particolare verso la fine del decennio, la Corea del Nord iniziò lentamente a modificare la sua rigida politica autosufficiente. I cambiamenti, identificati come la "politica della porta aperta", includevano una crescente enfasi sul commercio estero, la disponibilità ad accettare investimenti diretti dall'estero promulgando una legge sulle joint venture, l'apertura del paese al turismo internazionale e la cooperazione economica con la Corea del Sud.
Lo scopo principale del terzo piano settennale del 1987-1993 era quelli di raggiungere i "Dieci principali obiettivi a lungo raggio degli anni ottanta per la costruzione dell'economia socialista". Questi obiettivi, concepiti nel 1980, dovevano essere soddisfatti entro la fine del decennio. Il fatto che questi obiettivi siano stati portati alla fine del Terzo piano settennale è un'altra indicazione della deludente performance economica durante il secondo piano settennale. Furono ripetuti i tre obiettivi politici dell'autosufficienza, della modernizzazione e della scientificazione, mentre il tasso annuale di crescita economica fu fissato al 7,9% annuo, una percentuale inferiore rispetto al piano precedente. Sebbene il raggiungimento dei dieci principali obiettivi degli anni ottanta sia stato l'obiettivo principale del Terzo piano settennale, furono apportati dei sostanziali cambiamenti a specifici obiettivi quantitativi. Ad esempio, l'obiettivo per la produzione annua di acciaio fu ridotto di circa un terzo passando da 15 milioni di tonnellate a 10 milioni di tonnellate mentre le quote di produzione di cemento e metalli non ferrosi, due dei principali prodotti esportati, furono aumentate in maniera significativa. L'introduzione nel giugno 1989 del piano triennale per l'industria leggera come parte del terzo piano settennale mirò al miglioramento dello standard di vita cercando di rispondere alle esigenze dei consumatori.
Il terzo piano settennale diede per la prima volta una maggiore attenzione allo sviluppo del commercio estero e delle joint venture. Tuttavia, entro la fine del 1991 ovvero due anni prima della conclusione del piano, non fu reso pubblico alcun obiettivo del piano quantitativo, facendo pensare che il piano non funzionò come previsto. La diversione delle risorse per costruire autostrade, teatri, hotel, aeroporti e altre strutture per ospitare il XIII Festival mondiale della gioventù e degli studenti nel luglio del 1989 ebbe un impatto negativo sullo sviluppo industriale e agricolo, nonostante l'espansione e il miglioramento delle infrastrutture sociali avessero portato a dei benefici economici a lungo termine.

### Anni novanta
Dopo la dissoluzione dell'Unione Sovietica nel 1991, la principale fonte di aiuti, la Corea del Nord annunciò nel dicembre 1993 una politica economica transitoria di tre anni enfatizzando soprattutto l'agricoltura, l'industria leggera e il commercio estero. Tuttavia, la mancanza di fertilizzanti, i disastri naturali e le cattive pratiche di immagazzinamento e trasporto fecero sì che il paese riducesse di oltre un milione di tonnellate annuali la quantità di cereali per l'autosufficienza. Inoltre, la mancanza di valuta estera per acquistare pezzi di ricambio e petrolio per la produzione di energia elettrica rese inutilizzabili e ferme molte fabbriche.
La carenza di valuta estera dovuta a un deficit commerciale cronico, un elevato debito estero e la diminuzione degli aiuti esteri limitarono lo sviluppo economico. Inoltre, la Corea del Nord deviò le scarse risorse dai progetti di sviluppo indirizzandole verso quelli militari, spendendo più del 20% del proprio PIL verso la fine degli anni ottanta, una percentuale tra le più alte del mondo. Questi fattori negativi, aggravati dalla declinante efficienza del sistema di pianificazione centrale e dalla mancata modernizzazione dell'economia, rallentarono il ritmo della crescita sin dagli anni sessanta. La fine dei regimi comunisti nei paesi del blocco orientale e la dissoluzione dell'URSS- i tradizionali partner commerciali e alleati della Corea del Nord - peggiorarono la situazione economica nei primi anni novanta.
Economicamente, il crollo dell'URSS e la fine del sostegno sovietico alle industrie nordcoreane causarono una contrazione dell'economia della Corea del Nord del 25% durante gli anni novanta. Mentre secondo alcune ricerche la Corea del Nord aveva un reddito pro capite più elevato della Corea del Sud negli anni settanta, nel 2006 il suo reddito pro capite era stimato solo a 1 108 $, un diciassettesimo di quello sudcoreano.

#### Carestia
Dal 1994 al 1998, la Corea del Nord ha subito una grave carestia che ha destabilizzato e cambiato notevolmente il paese. Dal 1998 si registra una graduale ripresa della produzione agricola, che nel 2013 ha riportato la Corea del Nord vicino all'autosufficienza alimentare di base.
La carestia venne provocata da vari fattori, tra cui la perdita del supporto sovietico dopo lo scioglimento dell'URSS che portò ad un crollo della produzione di cibo e di importazioni. La crisi venne esacerbata da alluvioni e siccità, ed il governo nordcoreano con il suo sistema di pianificazione economica si dimostrarono troppo inflessibili per arginare concretamente il disastro. Le stime delle vittime sono molto variabili: su una popolazione di circa 22 milioni di abitanti, un numero di nordcoreani compreso tra i 240 000 e i 3,5 milioni è morto a causa di inedia o di malattie legate alla malnutrizione, con un picco di decessi nel 1997.
La carestia degli anni novanta paralizzò molte delle istituzioni economiche, portando il governo a perseguire la politica Songun di Kim Jong-il e a isolare ancora di più il paese.

### Anni duemila
Dal 1998 al 2003, il governo implementò un piano per lo sviluppo tecnico-scientifico incentrato sull'industria informatica e dell'elettronica.
Le sperimentazioni su piccola scala di sistemi imprenditoriali privati sono state avviate nel 2009 e nel 2013 e, nonostante continuino ad esserci delle incertezze giuridiche, si sono sviluppate in un settore significativo. Nel 2016 la liberalizzazione economica progredì nella misura in cui sia le imprese locali che quelle industriali statali davano allo stato dal 20% al 50% della loro produzione, vendendo il resto per acquistare le materie prime con prezzi di mercato basati sul mercato libero.
Nel 2014 la legge sulle imprese è stata emendata per consentire ai dirigenti di industrie statali di impegnarsi nel commercio estero e nelle joint venture e di accettare investimenti da fonti interne non governative. In base alle nuove regole, il direttore d'impresa e l'ingegnere capo sono diventati simile rispettivamente all'amministratore delegato e al direttore operativo occidentali. Non è ancora chiaro se il sistema di lavoro Taean (descritto in precedenza) ancora in pratica abbia iniziato a partire dal 2017 ad operare per dare molta influenza alle commissioni locali.
Nel 2016, VII Congresso del Partito del Lavoro di Corea annunciò il primo piano quinquennale, con l'obiettivo di rinvigorire l'economia nordcoreana.
Nel 2017 il dott. Mitsuhiro Mimura, ricercatore presso l'Istituto di ricerca economica del Giappone per l'Asia nordorientale che ha visitato la Corea del Nord per 45 volte, ha definito il paese come "l'economia avanzata più povera del mondo": pur avendo un PIL relativamente basso, aveva costruito un ambiente di produzione sofisticato. Mimura ha descritto la recente ascesa di gruppi imprenditoriali attraverso la "cooperazione socialista", in cui gruppi di individui potevano avviare piccole imprese come cooperative. I manager delle industrie statali o delle aziende agricole erano anche liberi di vendere o scambiare la propria produzione oltre gli obiettivi dei piani statali, fornendo degli incentivi per incrementare la produttività. I manager potevano anche cercare investimenti per l'espansione di operazioni di successo, in un processo che Mimura ha definito "competizione socialista". Un piano statale rappresentava ancora la base per la produzione, ma era più realistico e lasciava spazio alla produzione eccedente.
Nel 2021, l'VIII Congresso del Partito del Lavoro di Corea del 2021 ha varato un nuovo piano quinquennale.

## Settori economici

### Agricoltura

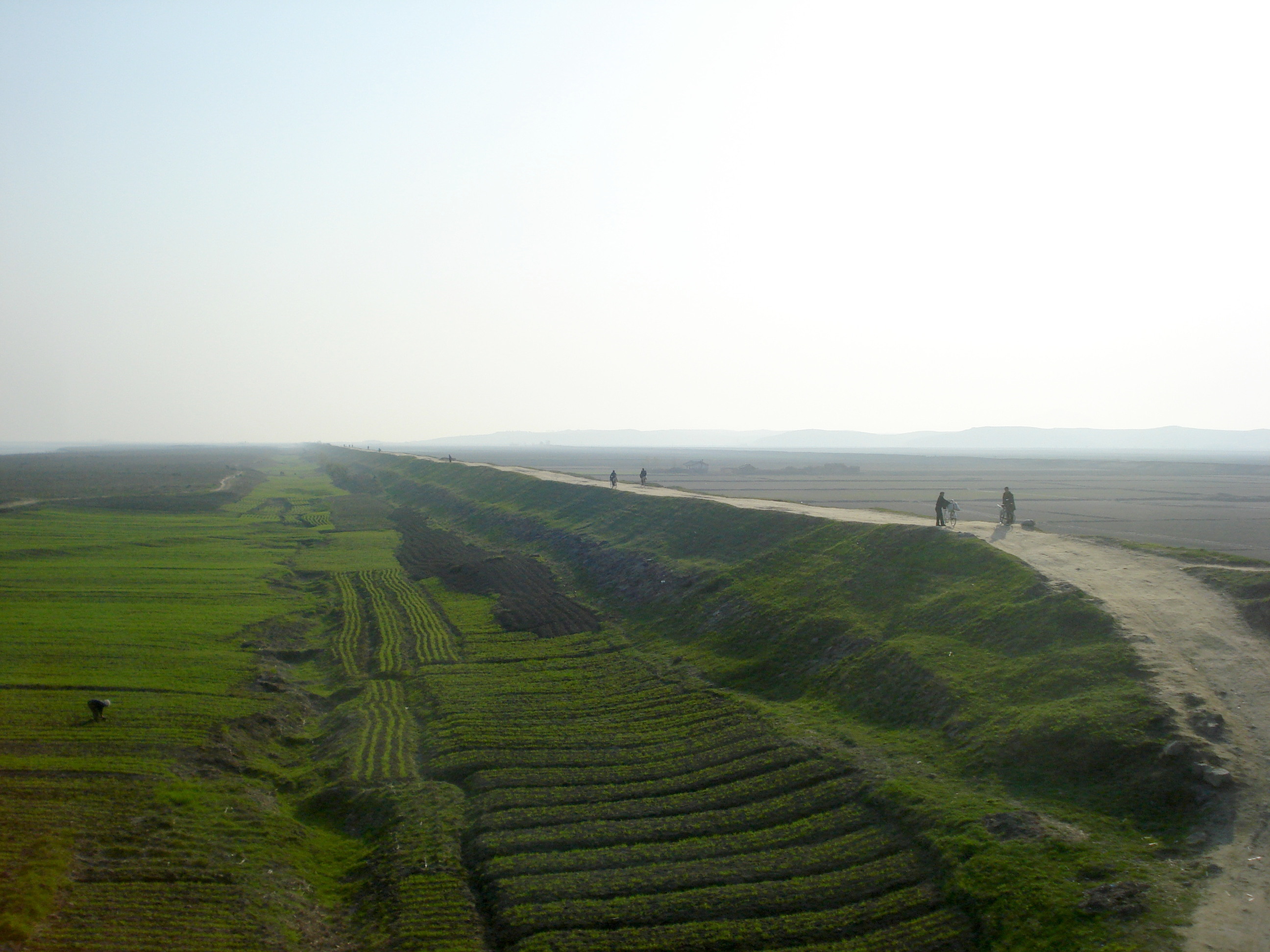
Campi coltivati

Le limitate risorse agricole della Corea del Nord impongono un determinato margine alla produzione agricola: il clima e il terreno non sono infatti particolarmente favorevoli per l'agricoltura, con una stagione relativamente breve per i raccolti. Solamente il 17% circa della massa continentale totale, pari a circa 20 000 km², è coltivabile, di cui 14 000 km² sono adatti alla coltivazione di cereali; inoltre, la maggior parte del territorio del paese è costituito infatti da terreno montuoso e aspro.
Le condizioni meteorologiche variano notevolmente in base all'altitudine e la mancanza di precipitazioni, insieme al terreno non fertile, rende la terra ad altitudini superiori ai 400 metri inadatta per scopi diversi dal pascolo. Le precipitazioni sono irregolari a livello geografico e stagionale, e nella maggior parte del paese quasi la metà delle precipitazioni annuali si verifica nei tre mesi estivi. Questo tipo di clima favorisce la coltivazione nelle risaie nelle regioni più calde dotate di reti di irrigazione e di controllo delle inondazioni. Nel 2013, la resa dei campi di riso è stata di 5,3 tonnellate metriche per ettaro, un valore vicino agli standard minimi internazionali. Nel 2005, la Corea del Nord è stata classificata dalla FAO al 10º posto in una stima riguardo alla produzione di frutta fresca mentre fu classificata al 19° nella produzione di mele.
L'agricoltura si concentra nelle pianure delle quattro province della costa occidentale, dove una stagione di crescita più lunga, un terreno pianeggiante, le precipitazioni adeguate e una buona irrigazione consentono una coltivazione più intensiva. Una stretta striscia di terra altrettanto fertile attraversa la costa orientale delle province dell'Hamgyŏng (settentrionale e meridionale) e di Kangwŏn, mentre le province interne di Chagang e Ryanggang possiedono un territorio montuoso, freddo e asciutto che non consentono alte rese. Sulle montagne è situata la maggior parte delle riserve forestali nordcoreane mentre le colline pedemontane situate all'interno e tra le principali regioni agricole forniscono terre per il pascolo del bestiame e la coltivazione di alberi da frutto.
Poiché l'autarchia rimane un pilastro importante dell'ideologia nordcoreana, il raggiungimento dell'autosufficienza nella produzione alimentare è considerato un obiettivo onorevole. Un altro scopo delle politiche governative – la riduzione del divario tra gli standard di vita urbani e rurali – necessita di investimenti costanti nel settore agricolo. La stabilità del paese dipende molto dagli aumenti costanti, se non rapidi, della disponibilità di generi alimentari a prezzi ragionevoli. All'inizio degli anni novanta, le gravi carenze alimentari misero il paese letteralmente in ginocchio, portando quindi il governo ad agire attivamente nel settore agricolo.

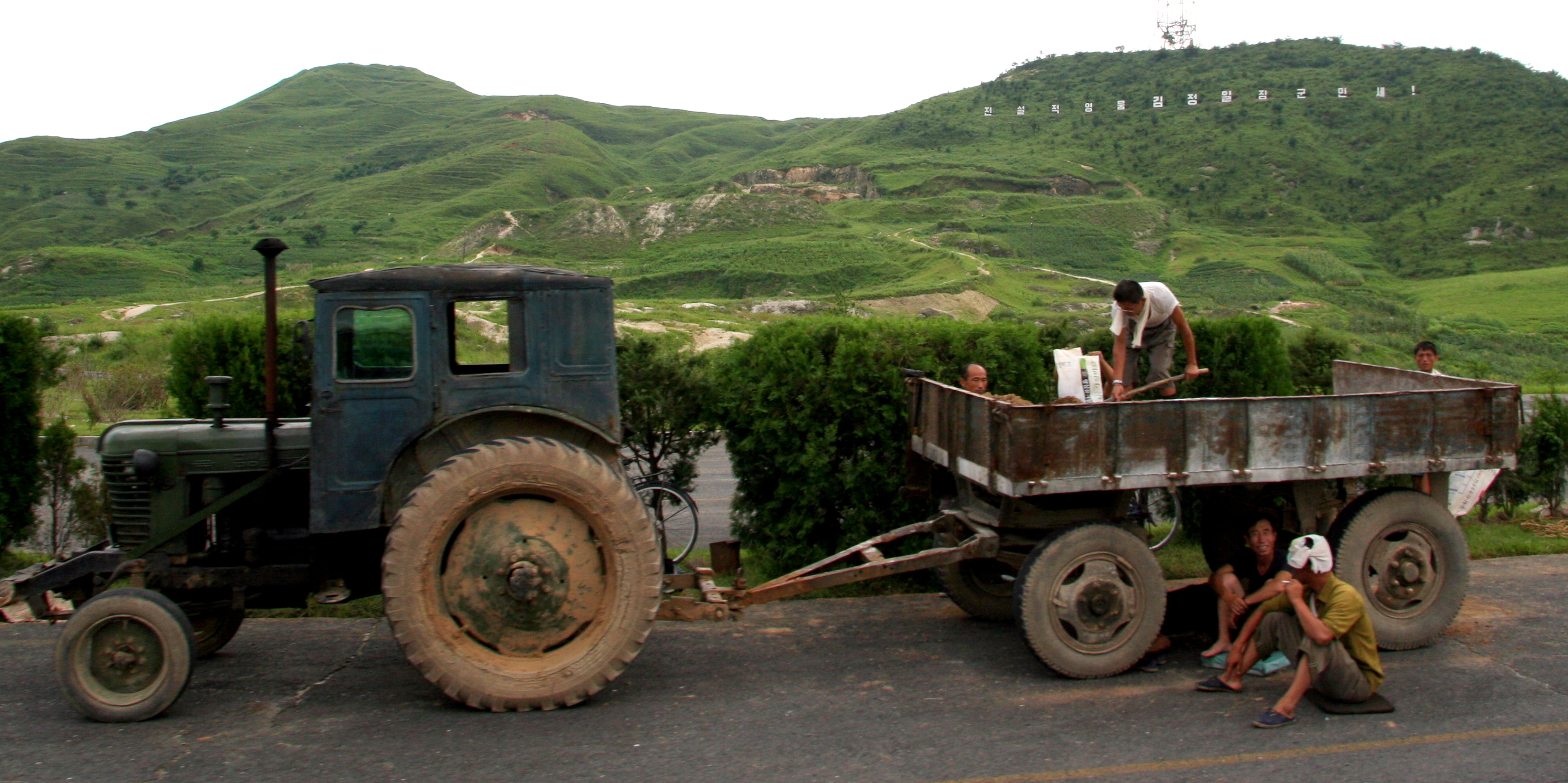
Un trattore in un campo agricolo.

La dichiarazione più ampia sulla politica agricola è presente nelle Tesi sulla questione agraria socialista nel nostro paese di Kim Il-sung scritte nel 1964, dove viene sottolineato l'interesse attivo del governo per lo sviluppo agricolo. Kim evidenziò il progresso tecnologico ed educativo nelle campagne, come anche la proprietà e la gestione collettiva. Con il progredire dell'industrializzazione, la quota dell'agricoltura, della silvicoltura e della pesca all'interno della produzione nazionale totale è diminuita dal 63,5% al 31,4%, rispettivamente nel 1945 e nel 1946, fino ad un minimo del 26,8% nel 1990. Anche la percentuale della forza lavoro nel settore è diminuita, passando dal 57,6% nel 1960 al 34,4% nel 1989.
Negli anni novanta, la ridotta capacità di effettuare operazioni meccanizzate (compreso il pompaggio dell'acqua per l'irrigazione), nonché la mancanza di fertilizzanti chimici, contribuì a ridurre le rese e ad aumentare le perdite.
Dalla fine degli anni novanta, vi sono stati dei graduali miglioramenti nella produzione agricola che hanno portato la Corea del Nord ad essere prossima all'autosufficienza, per quanto riguarda gli alimenti di base, nel 2013. In particolare, i raccolti di riso sono costantemente migliorati, nonostante le rese di altre colture non abbiano avuto dei miglioramenti. La produzione di alimenti proteici rimane ancora oggi inadeguata. Le quantità di fertilizzanti chimici sono diminuite, mentre è stato incoraggiato l'impiego del compost e di altri fertilizzanti organici.

#### Sistema di distribuzione pubblica del cibo
Dagli anni cinquanta, la maggior parte dei nordcoreani ha ricevuto il cibo attraverso il sistema di distribuzione pubblica (SDP). Il SDP richiede agli agricoltori delle regioni agricole di consegnare una parte della loro produzione al governo che quindi ridistribuisce il surplus nelle regioni urbane dove non si possono coltivare gli alimenti. Circa il 60% della popolazione nordcoreana, compresa l'intera popolazione urbana, riceve il cibo attraverso questo sistema governativo.
Prima delle inondazioni, ai destinatari venivano generalmente assegnati 600-700 grammi di cibo al giorno, mentre gli alti ufficiali, i militari, i lavoratori pesanti e il personale della sicurezza pubblica ricevevano porzioni leggermente più grandi di 700-800 grammi al giorno. A partire dal 2013, l'obbiettivo della distribuzione era di una media giornaliera di 573 grammi di cereali per persona, una quantità che però variava in base all'età, all'occupazione, al rango e se le razioni erano già state ricevute altrove (come nelle mense scolastiche).
Il calo della produzione ha influito sulla quantità di cibo disponibile attraverso il sistema di distribuzione pubblica. Le carenze si sono aggravate quando il governo nordcoreano ha imposto ulteriori restrizioni agli agricoltori collettivi e quando questi, che non erano mai stati coperti dal PDS, sono stati obbligati dallo stato a ridurre le proprie quote di cibo annuali da 167 a 107 chilogrammi di grano per persona, hanno risposto trattenendo alcune porzioni delle quantità di grano da consegnare. I rifugiati durante la carestia degli anni novanta riferirono che il governo aveva ridotto le razioni del SDP a 150 grammi nel 1994 e a 30 grammi nel 1997. È stato inoltre riferito che il SDP non ha fornito cibo da aprile ad agosto 1998 (la stagione della "magra") e da marzo a giugno del 1999. Nel gennaio del 1998, il governo nordcoreano annunciò pubblicamente che il SDP non avrebbe più distribuito le razioni di cibo e che le famiglie avrebbero dovuto procurarsi da sole le proprie scorte alimentari. Nel 2005, il SDP forniva alle famiglie solamente la metà circa del fabbisogno calorico minimo. Nel 2008 il sistema è stato recuperato e, dal 2009 al 2013, le razioni giornaliere a persona sono state in media di 400 grammi per gran parte dell'anno, sebbene nel 2011 siano scese a 200 grammi giornalieri da maggio a settembre.
Con la progressiva legalizzazione dei jangmadang e l'organizzazione di mercati urbani e contadini, questi sono diventati sempre di più la principale fonte di approvvigionamento del cibo.

#### Carenze di cibo
La carenza di cibo è stata principalmente causata dalla cessazione delle importazioni di carburante e di altre materie prime dalla Cina e dall'Unione Sovietica, paesi essenziali per sostenere l'economia. A seguito della dissoluzione dell'Unione Sovietica, le precedenti relazioni commerciali favorevoli alla Corea del Nord furono interrotte. Oltretutto, gli anni di inondazioni e siccità tra il 1994 e il 1996 contribuirono al crollo del settore agricolo. Nel 2004, il 57% della popolazione non aveva cibo a sufficienza per restare in salute, il 37% dei bambini ha avuto una crescita rachitica e un terzo delle madri era gravemente malnutrita.
Nel 2006, il Programma alimentare mondiale (PAM) e la FAO hanno stimato un fabbisogno di 5,3-6,5 milioni di tonnellate di grano in Corea del Nord quando la produzione interna ha soddisfatto solamente 3,825 milioni di tonnellate. Il paese affronta spesso anche il degrado del terreno, dopo che le foreste notevolmente ridotte per l'agricoltura hanno provocato l'erosione del suolo. Nel 2008, un decennio dopo la carestia, la produzione totale era di 3,34 milioni di tonnellate (quantità equivalente in grano) rispetto a un fabbisogno di 5,98 milioni di tonnellate. Il 37% della popolazione rischiava di non avere accesso al cibo. Il clima ha continuato a rappresentare un'importante sfida ogni anno, ma la produzione alimentare complessiva è comunque cresciuta gradualmente, e nel 2013 la produzione era aumentata al livello più alto dalla crisi, ovvero a 5,03 milioni di tonnellate equivalenti di cereali, contro un requisito minimo di 5,37 milioni di tonnellate metriche.
Nel 2014 la Corea del Nord ha avuto un raccolto eccezionale di 5,08 milioni di tonnellate equivalenti di cereali, quasi sufficienti a nutrire l'intera popolazione. Mentre la produzione di cibo si era ripresa in modo significativo dagli anni più difficili del 1996 e del 1997, la ripresa è stata comunque fragile, a causa delle condizioni meteorologiche avverse e delle annuali carenze economiche. La distribuzione si è rivelata irregolare e il sistema di distribuzione pubblica è stato in gran parte inefficace.
Le nazioni unite stimano che nel quadriennio 1995-1998 l'aspettativa di vita in Corea del Nord sia diminuita da 70-60 anni. Al 2023, la fao ha calcolato che 11 milioni di abitanti su un totale di 26 vivono in stato di denutrizione.

### Industria
La strategia di sviluppo autosufficiente della Corea del Nord ha dato la precedenza assoluta all'industria pesante, con uno sviluppo parallelo nel settore agricolo e dell'industria leggera. Questa politica è stata raggiunta principalmente dando all'industria un'allocazione preferenziale dei fondi di investimento statali. Oltre il 50% degli investimenti statali è andato infatti al settore industriale durante il periodo 1954-1976 (47,6%, 51,3%, 57,0% e 49,0% rispettivamente, durante il piano triennale, quinquennale, il primo settennale e quello semestrale). Di conseguenza, la produzione industriale lorda è cresciuta rapidamente.
Come nel caso della crescita nazionale, il ritmo di crescita è notevolmente rallentato dagli anni sessanta. Il tasso annuale è sceso dal 41,7% al 36,6% durante il piano triennale e il piano quinquennale per poi calare al 12,8%, 16,3% e 12,2%, rispettivamente durante il primo piano settennale, il piano semestrale, e il secondo piano settennale. A seguito di una crescita più rapida nell'industria, la quota del settore nel totale della produzione nazionale è passata dal 16,8% nel 1946 al 57,3% nel 1970. Dagli anni settanta, la quota dell'industria nella produzione nazionale è rimasta relativamente stabile. In base a tutte le indicazioni, il ritmo di industrializzazione durante il terzo piano settennale fino al 1991 è stato di gran lunga inferiore al tasso previsto del 9,6%. Nel 1990 la quota del settore industriale nella produzione nazionale fu stimata al 56%.
La percentuale lorda dell'industria complessiva, comprendendo la produzione agricola e industriale lorda, è passata dal 28% nel 1946 a oltre il 90% nel 1980. L'industria pesante ha ricevuto oltre l'80% dell'investimento totale dello stato nell'industria tra il 1954 e il 1976 (81,1%, 82,6% , 80% e 83%, rispettivamente durante il piano triennale, il piano quinquennale, il primo piano settennale e il piano semestrale), ed è stata nettamente favorita rispetto all'industria leggera.
La Corea del Nord sostiene di aver raggiunto l'obiettivo del secondo piano settennale (1978-1984) riguardante l'aumento della produzione industriale nel 1984 al 120% dell'obiettivo del 1977, equivalente a un tasso di crescita medio annuo del 12,2%. Considerando però la produzione dei beni di prima necessità che costituiscono la maggior parte della produzione industriale, è altamente improbabile che quanto affermato dal governo sia veramente avvenuto. Ad esempio, gli aumenti durante il periodo di piano del 1978-1984 per quanto riguarda l'energia elettrica, il carbone, l'acciaio, le macchine per il taglio dei metalli, i trattori, le autovetture, i fertilizzanti chimici, le fibre chimiche, il cemento e i tessuti, erano rispettivamente del 78%, 50%, 85%, 67%, 50%, 20%, 56%, 80%, 78% e 45%. Le materie prime erano scarse, così come la produzione di energia e la quantità di valuta forte, inoltre le infrastrutture erano fatiscenti e le macchine erano diventate obsolete. A differenza di altri paesi socialisti dell'Europa orientale, la Corea del Nord aveva continuato a pianificare in modo altamente centralizzato rifiutando di liberalizzare la gestione economica.
Verso la metà degli anni ottanta, la speculazione secondo la quale la Corea del Nord avrebbe emulato la Cina nella creazione di zone economiche speciali (ZES) fu categoricamente negata dall'allora vicepresidente della Commissione alle politiche economiche Yun Ki-pok (divenendone presidente nel giugno 1989). Le zone economiche speciali cinesi sono tipicamente aree costiere istituite per promuovere lo sviluppo economico e l'introduzione di tecnologie avanzate tramite gli investimenti stranieri. Agli investitori vengono offerte condizioni e agevolazioni fiscali. Le zone, che consentono una maggiore dipendenza dalle forze del mercato, hanno più potere decisionale nelle attività economiche rispetto alle unità a livello provinciale. Nel corso degli anni, la Cina ha cercato di convincere la leadership nordcoreana a istituire delle ZES illustrandone i vantaggi e offrendo delle visite alle varie zone nelle quali ha spiegato il loro valore ai funzionari di alto livello.
Nell'aprile 1982, Kim Il-sung annunciò una nuova politica economica volta a privilegiare l'aumento della produzione agricola attraverso la bonifica delle terre, lo sviluppo delle infrastrutture del paese, in particolare delle centrali elettriche e dei trasporti, e la dipendenza dalle attrezzature prodotte internamente. Fu data anche più enfasi al commercio.
Nel settembre 1984, la Corea del Nord promulgò una legge sulle joint venture per attrarre capitali stranieri e importare nuove tecnologie. La nuova enfasi data all'espansione del commercio e all'acquisizione della tecnologia non fu accompagnata da un allontanamento dal settore militare. Nel 1991, la Corea del Nord aveva annunciato la creazione di una ZES nelle regioni nord-orientali di Rasŏn (vedi Zona economica speciale di Rasŏn) e Ch'ŏngjin. Gli investimenti in quest'ultima ZES sono stati tardivi e vari problemi legati alle infrastrutture, alla burocrazia, alle incertezze sulla sicurezza degli investimenti e della redditività ne hanno ostacolato la crescita e lo sviluppo. Tuttavia, migliaia di piccole imprese cinesi hanno avviato delle operazioni redditizie in Corea del Nord dal 2011.
Nel 1990 è stato istituito un centro governativo di ricerca, il Korea Computer Center, avviando così lo sviluppo di un'industria informatica.
Nel 2013 e 2014 l'Amministrazione statale dello sviluppo economico ha annunciato l'istituzione di una serie di ZES più piccole per le esportazioni, la lavorazione dei minerali, l'alta tecnologia, i giochi e il turismo.

#### Industria tessile
L'industria di esportazione di maggior successo è quella tessile e dell'abbigliamento. La produzione è affidata a un'impresa nordcoreana da un partner europeo o straniero, a un'impresa cinese attiva in Corea del Nord con un partner nordcoreano o a lavoratori nordcoreani che lavorano in fabbriche cinesi o straniere. Tuttavia, gli stipendi sono i più bassi dell'Asia nordorientale.

#### Industria automobilistica

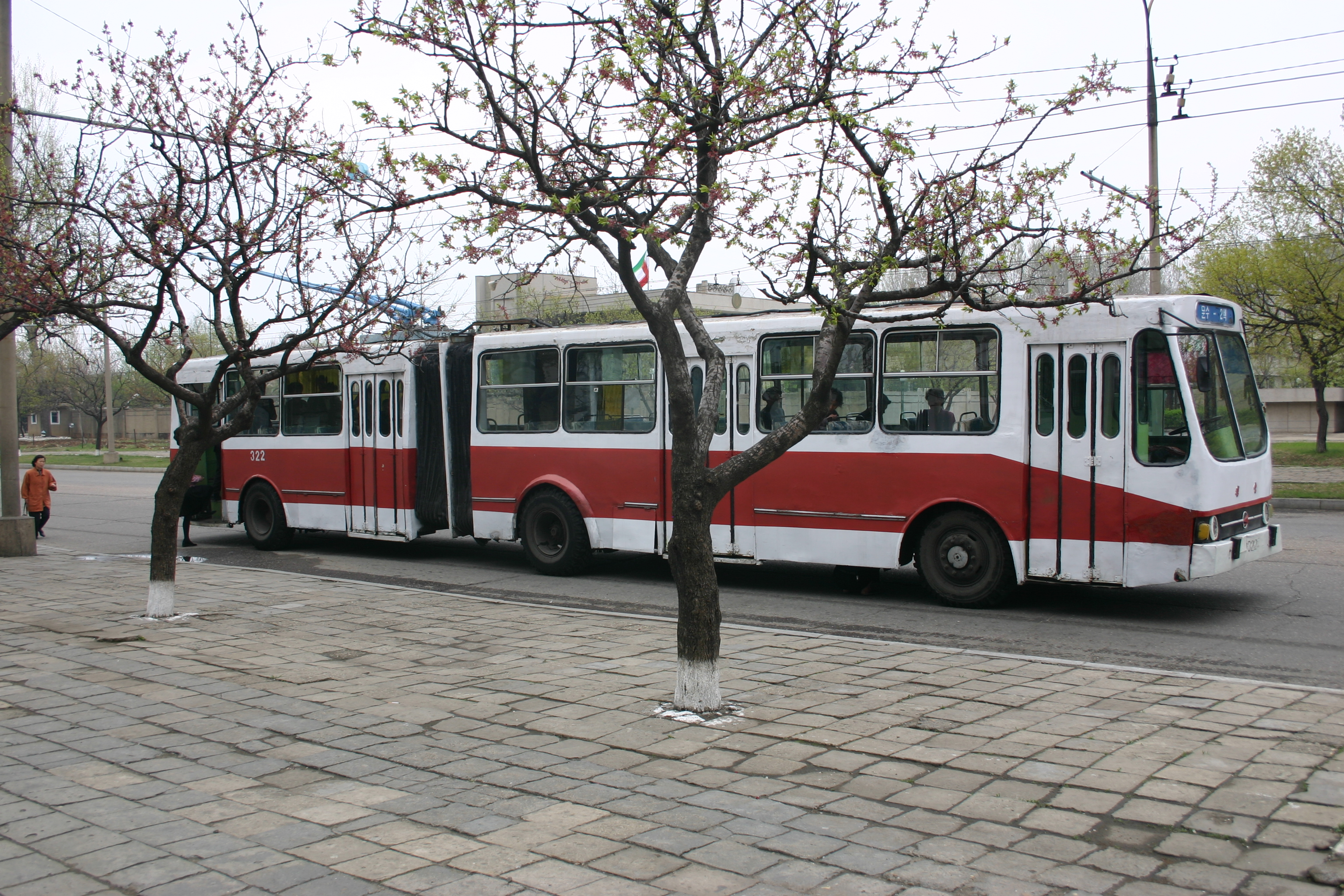
Un filobus Chollima 90 di produzione nordcoreana.

La produzione di veicoli a motore in Corea del Nord viene stabilita in base a obiettivi militari, industriali e edili, con una richiesta molto bassa delle auto private dei cittadini. Avendo origini sovietiche, la Corea del Nord ha sviluppato una vasta industria automobilistica con la produzione di tutti i tipi di veicoli copiando spesso i modelli occidentali. La produzione di base riguarda di piccoli veicoli urbani e fuoristrada, macchine di lusso, SUV, veicoli per carico leggero, medio, pesante e super-pesante, camion da costruzione e fuoristrada, minibus e minivan, pullman, autobus civili e articolati, filobus e tram. Tuttavia, la Corea del Nord non ha aderito o collaborato con l'OICA, o con qualsiasi altra organizzazione automobilistica, quindi qualsiasi informazione critica sulla sua industria automobilistica è limitata.
Una delle principali aziende automobilistiche è la Sungri, fondata a Tokchon nel 1950 e il cui parco auto è costituito quasi del tutto da veicoli o copie degli originali occidentali o sovietici.

#### Industria mineraria
Nel territorio nordcoreano sono presenti più di 200 minerali, per un controvalore stimato tra i 6000 e i 10.000 miliardi di dollari.
Secondo un rapporto del 2012 dell'Istituto risorse della Corea del Nord (NKRI) situato in Corea del Sud, il paese nordcoreano dispone di notevoli riserve di ferro, carbone, calcare e magnesite. Oltretutto, si ipotizza che lo stato possegga un potenziale enorme di riserve di metalli rari valutato in eccesso circa 6 trilioni $.
La Corea del Nord è il diciottesimo più grande produttore mondiale di ferro e zinco e ha la ventiduesima più grande riserva di carbone al mondo. È anche il quindicesimo produttore al mondo di fluorite e il ventiduesimo per rame e sale in Asia. Altre importanti risorse minerarie sono piombo, tungsteno, grafite, oro e pirite.
Nel 2015, la Corea del Nord ha esportato 19,7 milioni di tonnellate di carbone, per un valore di 1,06 miliardi $, prevalentemente verso la Cina. È stato stimato che nel 2016 le spedizioni di carbone verso lo stato cinese hanno rappresentato circa il 40% delle esportazioni totali.
Tuttavia, la Cina ha sospeso dal 2017 tutte le importazioni di carbone dalla Corea del Nord, anche se secondo il governo cinese il commercio in generale con la Corea del Nord è comunque aumentato.

### Energia

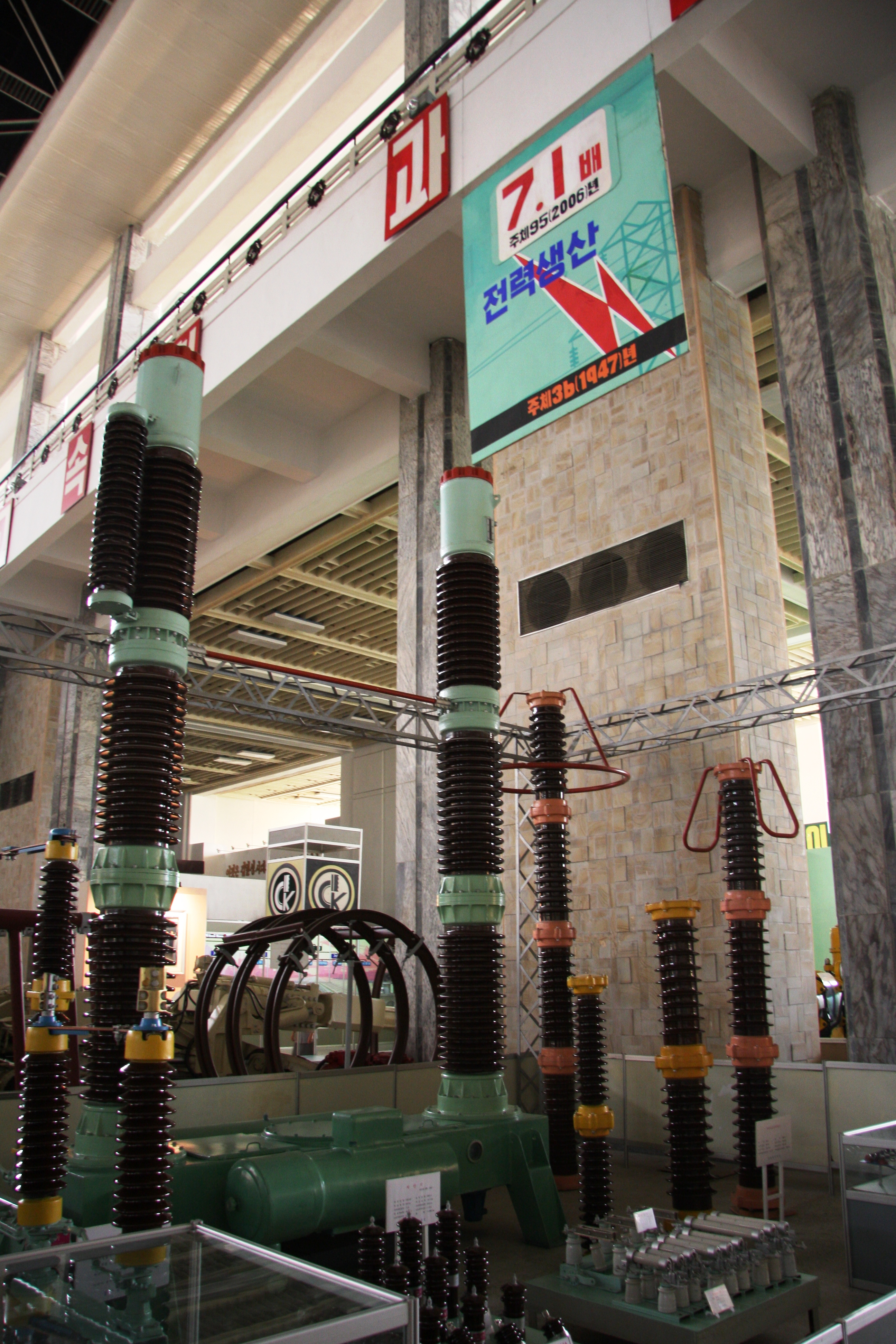
Componenti di ingegneria elettrica.

Il settore energetico costituisce una delle problematiche più serie per la Corea del Nord: dal 1990, la fornitura di petrolio, carbone ed elettricità è diminuita costantemente e ha colpito gravemente tutti i settori dell'economia. Il greggio veniva precedentemente importato, assieme alle tecnologie, con prezzi favorevoli dall'ex Unione Sovietica o dalla Cina, ma il ritiro delle concessioni russe e la riduzione delle importazioni dalla Cina nel 1994 hanno portato le importazioni annuali da circa 23 milioni di barili nel 1988 a meno di 4 milioni di barili nel 1997. Poiché il petrolio importato viene raffinato principalmente per ottenere i carburanti necessari per i veicoli e le macchine agricole, un'importante riduzione delle importazioni ha causato dei problemi critici nel settore dei trasporti e dell'agricoltura.
Secondo le statistiche effettuate dall'agenzia coreana Statistics Korea sulla base dei dati dell'Agenzia internazionale dell'energia, il consumo pro capite di elettricità è diminuito dal suo picco nel 1990 di 1 247 kWh a un minimo di 712 nel 2000. Da allora è aumentato lentamente fino a 819 kWh nel 2008, un livello pur sempre inferiore a quello del 1970.
La Corea del Nord non possiede riserve di carbone ideali per il coke, ma ha sostanziali riserve di antracite ad Anju, Aoji (Contea di Kyŏnghŭng) e in altre aree del paese. La produzione di carbone ha raggiunto un picco di 43 milioni di tonnellate nel 1989 ma è costantemente diminuita raggiungendo le 18,6 milioni tonnellate nel 1998. Tra le principali cause che hanno portato alla carenza di carbone vi sono le inondazioni delle miniere e la tecnologia mineraria obsoleta, e poiché il materiale estratto veniva utilizzato principalmente per l'industria e per la produzione di elettricità, la diminuzione della produzione causava seri problemi all'economia in generale.
La produzione di elettricità della Corea del Nord ha raggiunto il picco nel 1989 con circa 30 miliardi di kWh. Negli anni ottanta vi erano sette grandi centrali idroelettriche, di cui quattro sono state costruite con aiuti cinesi lungo il fiume Yalu e forniscono energia a entrambi gli stati. Nel 1989, il 60% della produzione di elettricità proveniva da centrali idroelettriche e il 40% dal combustibile fossile, per lo più a carbone.
Nel 1997, il carbone rappresentava oltre l'80% del consumo di energia primaria e l'energia idroelettrica oltre il 10%. Le importazioni nette di carbone rappresentavano solo il 3% circa del consumo di carbone. Tuttavia, con soltanto il 20% della produzione elettrica pro capite del Giappone, la Corea del Nord ha sofferto di carenze croniche legate all'approvvigionamento e le esportazioni di carbone verso la Cina rappresentano attualmente una parte importante delle entrate della Corea del Nord.

### Edilizia

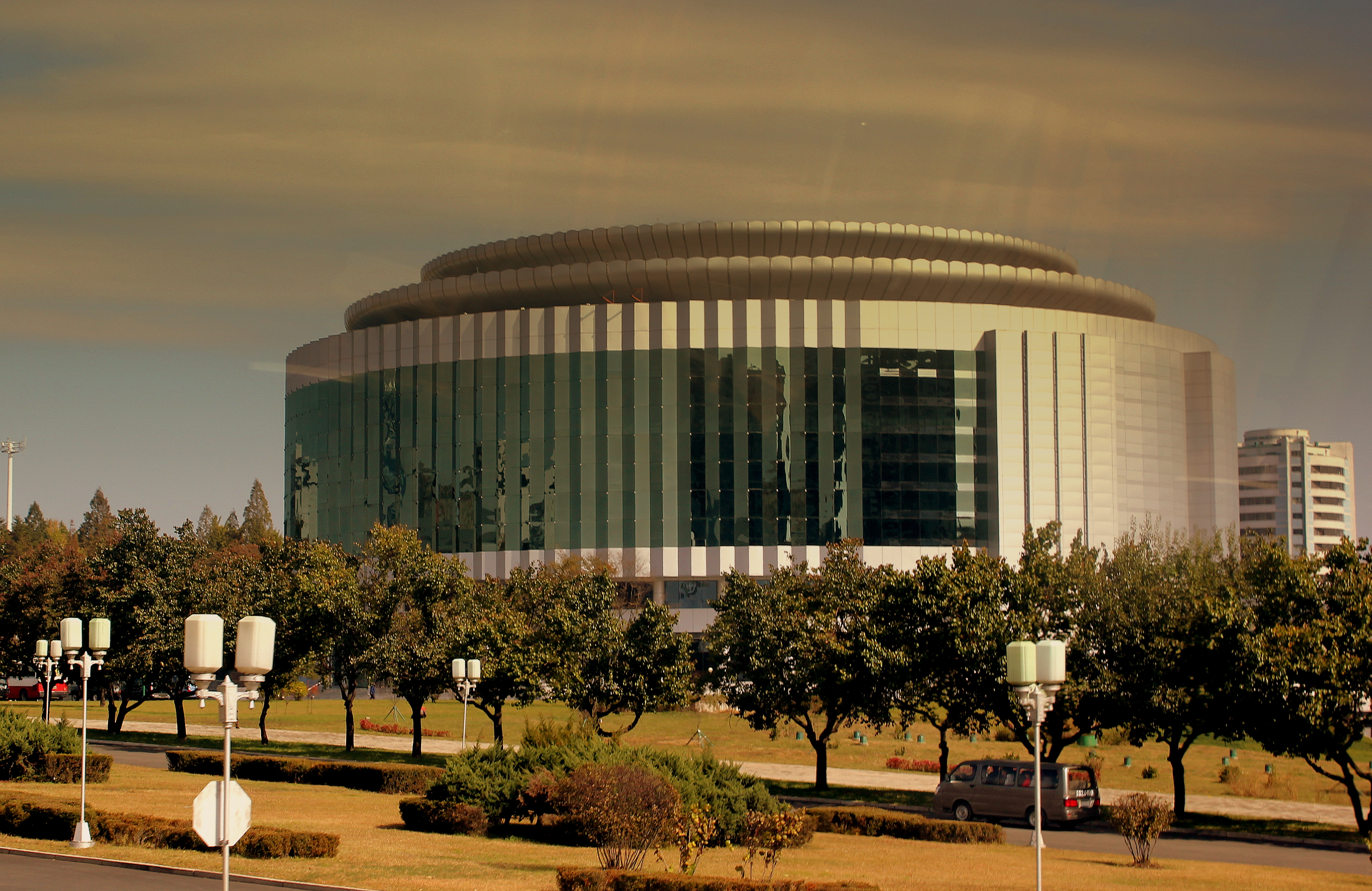
Il Teatro Mansudae aperto nel 2012.

L'edilizia ha rappresentato un settore attivo in Corea del Nord che ha portato non solo ad ampi progetti abitativi, di cui la maggior parte concretizzati nei grattacieli di Pyongyang, ma anche alla realizzazione dei più piccoli complessi di appartamenti moderni diffusi anche nelle campagne. Stesso discorso vale anche per progetti utili all'economia come la diga di Namp'o, costata circa 4 miliardi $.
La contrazione economica degli anni novanta ha rallentato anche questo settore: il Ryugyŏng Hotel di 105 piani è rimasto incompiuto dal 1992 al 2008, apparendo sullo skyline di Pyongyang come un enorme guscio vuoto di cemento armato. La Banca di Corea sostiene che la quota del PIL dedicata al settore edile è diminuita di quasi un terzo tra il 1992 e il 1994, passando dal 9,1% al 6,3%.
A partire dal 2012, quando a Pyongyang sono stati costruiti 18 blocchi di torri, nella capitale si è verificato un vero e proprio boom delle costruzioni e tra i grandi progetti vi sono il Teatro del Popolo Mansudae (2012), il parco acquatico Munsu (2013), la modernizzazione dell'Aeroporto internazionale di Sunan (2015) e il Centro delle scienze e della tecnologia (2015).

### Servizi bancari
La Banca Centrale della Corea del Nord è di proprietà del Ministero delle Finanze e gestisce una rete di 227 filiali locali.
Alla fine del 2009, la Corea del Nord rivalutò la sua moneta nazionale, confiscando in modo efficace tutti i soldi detenuti dai privati al di sopra dell'equivalente di 35 $ a persona. La rivalutazione spazzò completamente i risparmi di molti cittadini nordcoreani. Alcuni giorni dopo la rivalutazione, il won calò del 96% contro il dollaro statunitense. Pak Nam-gi, il direttore del dipartimento di pianificazione e finanza del Partito del Lavoro, venne accusato del disastro finanziario e successivamente giustiziato nel 2010.

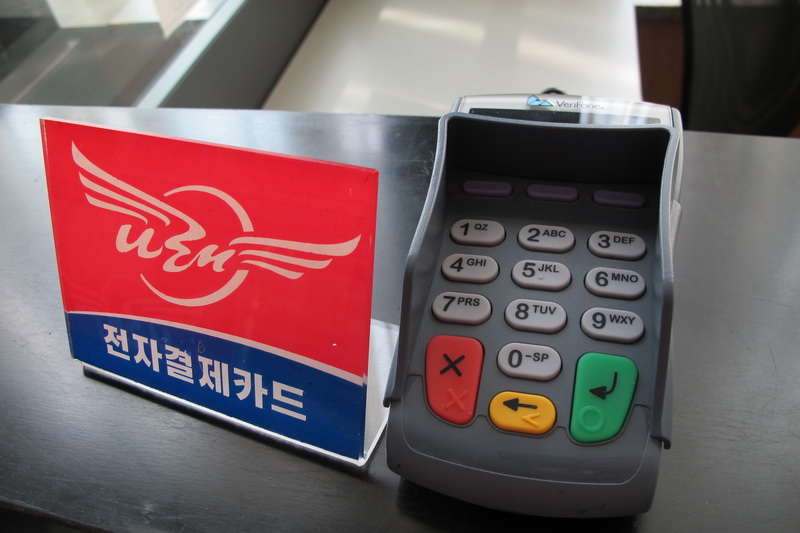
Un lettore di carte della Koryo Bank nel 2012

Nel 2004 e nel 2006 furono approvate delle leggi per codificare i regolamenti dei risparmi e delle banche commerciali. Tuttavia le banche nordcoreane hanno iniziato a competere seriamente per i clienti al dettaglio non prima del 2012. Le carte bancarie elettroniche concorrenti sono state ampiamente accettate a Pyongyang e in altre città, ma generalmente non sono collegate ai conti bancari. Le banche nordcoreane hanno introdotto prodotti che consentono a un'applicazione per cellulari di effettuare pagamenti e ricariche.
A partire da maggio 2013, le banche cinesi China Merchants Bank, Industrial and Commercial Bank of China, China Construction Bank e Agricultural Bank of China hanno fermato "tutti i trasferimenti di denaro transfrontalieri, indipendentemente dalla natura dell'attività" con la Corea del Nord. La Bank of China, l'istituzione finanziaria principale della Cina per quanto riguarda le transazioni in valuta estera, dichiarò il 14 maggio 2013 che "aveva chiuso il conto della Banca per il commercio estero, la principale banca estera della Corea del Nord". Tuttavia, "le banche più piccole con sede nel nord-est della Cina oltre il confine con la Corea del Nord hanno detto che gestivano ancora dei trasferimenti transfrontalieri su larga scala". Ad esempio, la filiale della Bank of Dalian a Dandong stava ancora effettuando dei trasferimenti verso la Corea del Nord.

### Commercio al dettaglio
Fino ai primi anni duemila, il settore ufficiale del commercio al dettaglio era principalmente di proprietà statale e posto sotto la direzione del Comitato del popolo dei servizi. I beni di consumo erano pochi e di scarsa qualità e venivano forniti per la maggior parte forniti tramite razionamenti. Vi erano negozi gestiti dallo stato e punti vendita per le masse, oltre a negozi speciali con beni di lussi per l'élite e ad una catena di negozi in valuta forte (una joint venture con l'associazione Ch'ongryŏn filo-Pyongyang per i coreani residenti in Giappone), con alcune diramazioni nelle grandi città.
Nel 2002 e nel 2010, i mercati privati jangmadang furono progressivamente legalizzati, soprattutto quelli alimentari. Nel 2013, i mercati urbani e contadini venivano organizzati ogni dieci giorni e la maggior parte dei residenti urbani viveva a circa 2 km da un mercato.
Nel 2012 fu inaugurato il Kwangbok Area Shopping Center, il terzo centro commerciale più grande di Pyongyang, mentre nel 2014 iniziò la costruzione di un altro centro. Nel 2017 questi centri commerciali vendettero prodotti con marche concorrenti, come ad esempio dentifrici di almeno dieci tipi diversi.
Nel 2017, l'Istituto coreano per l'unificazione nazionale stimò che vi erano 440 mercati approvati dal governo che davano lavoro a circa 1 milione di persone.

### Altri settori
La Corea del Nord è attiva in molti altri settori dell'economia, tra i quali spicca l'animazione: alcuni studi d'animazione come lo Studio SEK, oltre a realizzare cartoni per la propaganda e il mercato interno, realizzano progetti per conto di paesi esteri tramite sub-contratti con gli studi sudcoreani. Inoltre, lo studio artistico Mansudae realizza monumenti anche in altre parti del mondo.
Per quanto riguarda il settore ittico, i pescatori nordcoreano esportano spesso illegalmente il loro pescato, principalmente granchi, verso Dandong, ottenendo in cambio oggetti vari e dollari. Granchi, vongole e conchiglie delle acque del Mar Giallo della Corea del Nord sono popolari in Cina, per il fatto che l'acqua è meno salata e migliora il gusto.

## Organizzazione e gestione
L'economia della Corea del Nord è stata unica nella sua eliminazione dell'economia di mercato, soppressa quasi completamente negli anni sessanta. Quasi tutti i prodotti, dal cibo ai vestiti, sono stati distribuiti attraverso un sistema di distribuzione pubblico dove il denaro ha solo un significato simbolico. Le quote alimentari dipendono dalla gerarchia all'interno del sistema, nel quale le posizioni sembrano avere un carattere ereditario. Fino alla fine degli anni ottanta, ai contadini non era permessa neanche la coltivazione di orti privati.
Dato che il governo rappresenta la forza dominante all'interno dello sviluppo e della gestione dell'economia, sono presenti numerosi uffici e dipartimenti in tutti i livelli amministrativi. Esistono quindici comitati, come quelli per la pianificazione agricola e statale, un ufficio e venti dipartimenti posti sotto la supervisione del Consiglio di amministrazione dello stato; tra questi, solamente dodici comitati, un ufficio e sedici dipartimenti sono coinvolti nella gestione economica. Agli inizi degli anni novanta, diversi vicepresidenti del Consiglio di amministrazione dello stato avevano il compito di supervisionare gli affari economici. Gli organi statali spesso sono oggetto di frequenti riorganizzazioni e molte di queste agenzie gestiscono delle loro filiali separate ai livelli più bassi del governo, mentre altre mantengono il controllo sulle sezioni subordinate all'interno delle agenzie amministrative provinciali e delle contee.
Nel 2014, la Corea del Nord ha annunciato le "misure del 30 maggio" per dare più libertà agli agricoltori, permettendo loro di trattenere il 60% dei loro prodotti. Inoltre, i dirigenti aziendali avrebbero potuto assumere e licenziare lavoratori, decidere con chi fare affari e dove acquistare le materie prime e i pezzi di ricambio. Alcuni resoconti suggeriscono che queste misure consentirebbero la gestione delle imprese statali tramite un modello semi-capitalista simile a quello applicato in Cina.

### Proprietà socialista dei mezzi di produzione
La proprietà socialista dei mezzi di produzione prevede la proprietà collettiva degli elementi materiali per la produzione – mezzi e oggetti di lavoro – da parte dei lavoratori, che diventano quindi i "veri padroni" della produzione e beneficiari diretti di ciò che viene prodotto. Si distingue tra:
- Proprietà di tutto il popolo, relativa all'intero popolo nordcoreano[117]
- Proprietà cooperativa, limitata all'interno di un singolo collettivo statale e di grado inferiore rispetto a quella di tutto il popolo.[118]

In Corea del Nord, la proprietà cooperativa è dominante nell'agricoltura, dove i mezzi di produzioni appartengono alle persone coinvolte direttamente nella gestione dell'economia cooperativa. Questa tipologia di proprietà viene convertita in quella di tutto il popolo, in modo tale da "eliminare le differenze tra le aree urbane e rurali, e tra la classe operaia e contadina", raggiungendo il socialismo.
Tramite l'interazione tra la proprietà di tutte le persone e quella cooperativa, i macchinari, la tecnologia, il metodo avanzato di gestione dell'impresa e le nuove pratiche di produzione nei settori industriali vengono introdotti nell'economia cooperativa, in modo da cementare i rapporti tra industria e agricoltura nonché aumentare il ruolo della proprietà collettiva. Lo Stato si occupa di costruire le imprese e le strutture direttamente coinvolte nell'economia rurale, esercita un controllo unificato su quelle aziende e le induce a prendere parte attiva nella produzione agricola dell'economia cooperativa.

### Teoria sulla gestione dell'economia socialista

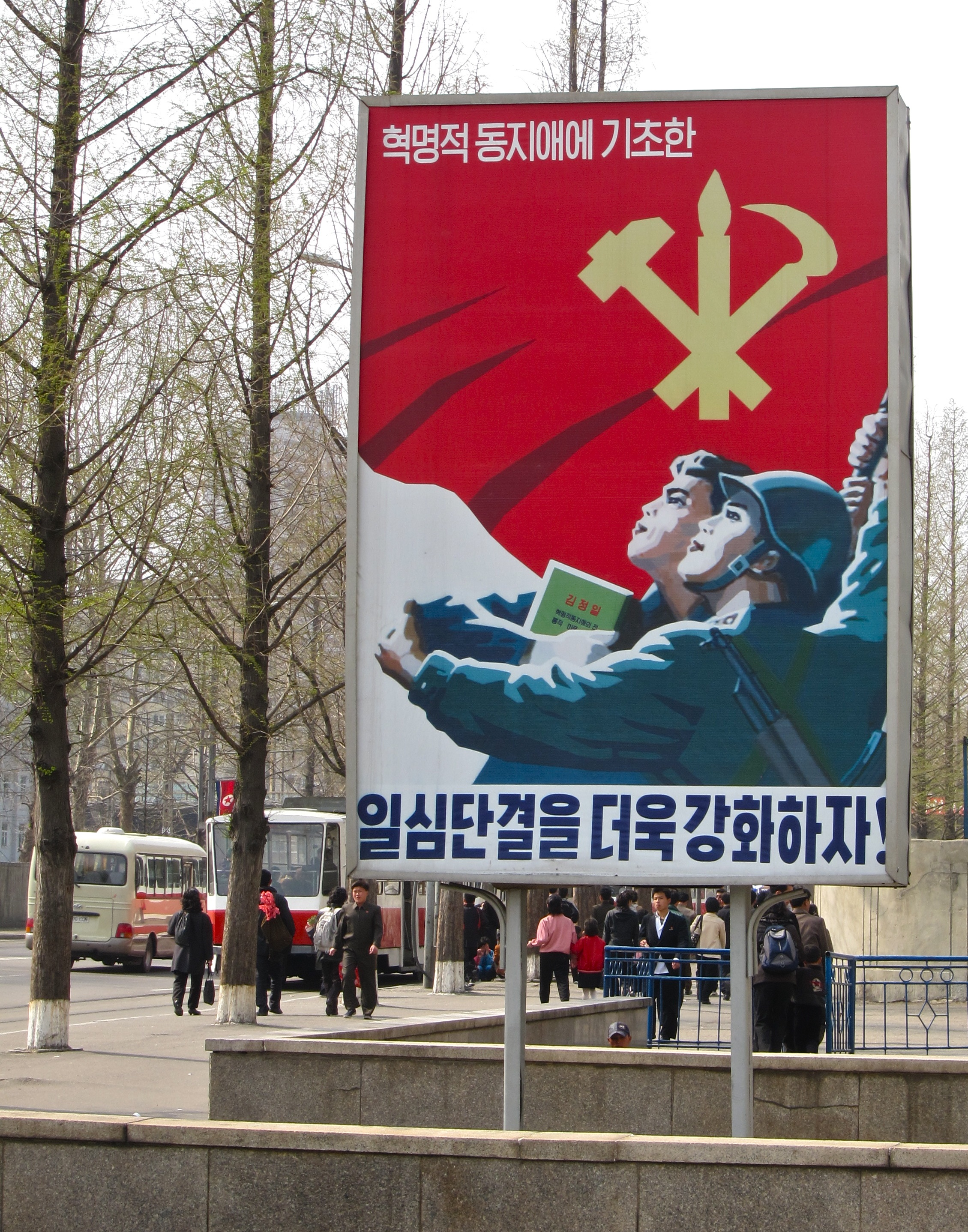
Manifesto di propaganda.

La teoria sulla gestione dell'economia socialista, basata sull'ideologia Juche, consiste nei fondamenti e principi di base da mantenere nella gestione e operatività dell'economia nordcoreana. Le masse popolari devono essere i veri padroni della gestione economica, e lo Stato deve aiutarle ad esercitare i loro diritti concreti e attuare la loro responsabilità e il loro ruolo come padroni della gestione economica. Secondo Kim Jong-il, solo quando la gestione economica è fatta per essere un'attività delle masse stesse, andando incontro alle loro richieste, l'intera classe operai prende parte attivamente allo sviluppo economico. Lo Stato deve elevare la coscienza politica nelle masse e la loro creatività in modo da trasformare l'economia nazionale in un "singolo organismo produttivo", e le attività economiche indipendenti e creative condotte dalle masse come padroni "possono essere promosse con successo solo quando sono basate sul collettivismo". Il Partito del Lavoro di Corea deve avere un ruolo di primo piano perché "unisce le masse in un organismo socio-politico" e rappresenta gli interessi del popolo nordcoreano: di conseguenza le aziende devono aderire alla linea del PLC e soddisfare le sue richieste.
Deve essere mantenuta una combinazione tra la guida economico-politica e tecnologica, tra la guida unificata dello Stato e le abilità creative degli individui, tra democrazia e supervisione unitaria, tra incentivi politici, morali e materiali. Deve essere inoltre garantito l'ottenimento dei massimi benefici reali nel lavoro economico.

### Metodo Ch'ŏngsan-li
Il metodo Ch'ŏngsal-li (청산리 방법?) fu ideato da Kim Il-sung nel febbraio 1960 durante una direttiva sul posto nella Fattoria cooperativa Ch'ŏngsal-li nel P'yŏngan Meridionale. Kim e altri membri del Comitato centrale diedero una "direttiva sul posto" (현지 지도, hyŏnji chido) e trascorsero due mesi a istruire i lavoratori e a interagire con loro. L'obiettivo di metodo è quello di combattere il "burocratismo" e il "formalismo" nel sistema di gestione della fattoria.
La leadership sosteneva che i lavoratori agricoli erano infelici e producevano scarsi risultati perché i funzionari di basso rango del Partito del Lavoro di Corea stavano usando tattiche che non riuscivano a motivare abbastanza. Per rimediare a tale problema, la leadership raccomandava che i lavoratori ricevessero una guida specifica per risolvere i problemi di produzione e che fossero promessi degli incentivi materiali prontamente disponibili. Il metodo Ch'ŏngsan-li richiedeva che alti funzionari di partito, quadri e funzionari amministrativi emulassero Kim Il-sung effettuando delle ispezioni sul campo. Il sistema ha offerto agli agricoltori l'opportunità di presentare le loro rimostranze e idee ai quadri e ai dirigenti.
Forse più importante del coinvolgimento del personale amministrativo nelle ispezioni in loco era il maggiore utilizzo degli di incentivi materiali, come le ferie retribuite, bonus speciali, titoli onorifici e ricompense monetarie. Infatti, il metodo Ch'ŏngsan-li sembrava adattarsi a quasi tutti gli espedienti per stimolare la produzione. Il metodo, successivamente, fu colpito da degli sforzi pesanti per cercare di aumentare la produzione agricola e unire le fattorie in unità sempre più grandi. Il miglioramento effettivo nel settore agricolo è iniziato con l'adozione del sistema di contratti dei sottogruppi come metodo per aumentare la produttività contadina adeguando gli incentivi individuali a quelli dei piccoli gruppi di lavoro. Pertanto, le dimensioni crescenti delle fattorie collettive furono in qualche modo compensate dalla riduzione delle dimensioni dell'unità operativa. Le "direttive sul posto" di alti funzionari governativi, tuttavia, continuò nei primi anni novanta, come esemplificato dalle visite di Kim Il-sung in luoghi come la cooperativa agricola Wangjaesan nella contea di Onsŏng e la fattoria sperimentale appartenente alla filiale di Kyŏngsŏn dell'Accademia di Scienze agrarie tra il 20 e il 30 agosto 1991. Kim Jong-il continuò la tradizione, nonostante avesse rifiutato di farlo in precedenza, e addirittura la espanse fino all'Armata del popolo. Oggi Kim Jong-un continua ancora ad impiegare il metodo.

### Sistema di lavoro Taean
L'articolo 33 della Costituzione nordcoreana stabilisce che lo Stato deve gestire l'economia secondo il sistema di lavoro Taean (대안의?), ideato da Kim Il-sung durante una sua direttiva sul posto al Taean Electrical Machinery Plant nel dicembre 1961. È un sistema di gestione economica nel quale le masse popolari sono i "veri padroni" della gestione economica, manovrando e facendo funzionare l'economia nazionale in modo scientifico e razionale sotto la guida collettiva del comitato competente del Partito del Lavoro di Corea. Il sistema di lavoro Taean prevede una maggiore priorità al lavoro politico, l'adempimento dei compiti economici attraverso la mobilitazione delle masse produttrici e la disponibilità da parte dei livelli superiori di aiutare quelli inferiori.
Il sistema di gestione industriale fu sviluppato in tre fasi distinte. La prima consistette in un periodo di autonomia imprenditoriale che durò fino al dicembre 1946, la seconda fu un sistema di transizione basato sull'autonomia locale, con ogni impresa gestita dal comitato di gestione aziendale posta sotto la direzione del comitato locale del popolo. Questo sistema venne sostituito dal "sistema di gestione individuale" (지배인 단독 책임 제) modellato secondo le linee sovietiche, poiché le grandi imprese furono nazionalizzate e passarono sotto il controllo centrale. La terza fase, il Sistema di lavoro Taean (대안 의 사업 체계, Taeanŭi saŏpch'e), fu introdotta nel dicembre 1961 come applicazione e perfezionamento delle tecniche di gestione agricola all'industria. Il sistema di gestione industriale Taean nacque ispirandosi al metodo Ch'ŏngsan-li.
La più alta autorità manageriale sotto il sistema Taean è il comitato del partito. Ogni comitato ha circa 25 o 35 membri eletti tra le file di manager, lavoratori, ingegneri e della leadership delle "organizzazioni dei lavoratori" in fabbrica. Un "comitato esecutivo" più piccolo, circa un quarto delle dimensioni del comitato regolare, ha una responsabilità pratica nelle operazioni quotidiane degli impianti e riguardo alle principali decisioni di fabbrica. I membri dello staff più importanti, tra cui il segretario del comitato di partito, il direttore di fabbrica e l'ingegnere capo, fanno la sua adesione. Il sistema si concentra sulla collaborazione tra lavoratori, tecnici e funzionari di partito a livello di fabbrica.
Ogni fabbrica ha due linee principali di amministrazione, una diretta dal manager, l'altra dal segretario del comitato di partito. Un ingegnere capo e i suoi assistenti dirigono uno staff generale incaricato di tutti gli aspetti della produzione, della pianificazione e dell'orientamento tecnico. A seconda delle dimensioni della fabbrica, un numero variabile di supplenti sovrintende alla logistica, al marketing e ai servizi dei lavoratori. La fornitura dei materiali comprende la messa in sicurezza, la conservazione e la distribuzione di tutti i materiali per l'impiego nella fabbrica, nonché la conservazione dei prodotti finiti e la loro spedizione dalla fabbrica.
I delegati assegnano i lavoratori alle loro unità e gestiscono la contabilità e i salari. Fornire servizi ai lavoratori richiede la direzione di qualsiasi tipo di coltivazione effettuata nei terreni delle fabbriche, dell'immagazzinamento nei negozi al dettaglio e l'attenzione nei confronti di tutti i servizi del personale. I delegati incaricati dei servizi dei lavoratori vengono incoraggiati a soddisfare il maggior numero possibile di fabbisogni della fabbrica utilizzando le cooperative agricole vicine e le industrie locali.
Il segretario del comitato del partito organizza tutte le attività politiche in ciascuna delle cellule partitiche all'interno di una fabbrica e cerca di assicurare la fedeltà agli obiettivi di produzione e agli obiettivi di gestione imposti dal PLC. Secondo le dichiarazioni ufficiali, tutte le decisioni riguardo alla gestione vengono prese per consenso tra i membri del comitato di partito. Data la schiacciante importanza e influenza del partito all'interno degli affari nazionali nordcoreani, pare che il segretario del partito abbia sempre l'ultima parola in tutte le principali dispute sulle fabbriche.
Il sistema Taean garantiva un approccio più razionale alla gestione industriale rispetto a quello precedente. Sebbene i funzionari del partito e i lavoratori abbiano assunto una maggiore importanza nella gestione all'interno del nuovo sistema, gli ingegneri e il personale tecnico hanno ricevuto maggiori responsabilità nelle aree in cui sono in grado di contribuire al meglio con le loro competenze. Il sistema riconosce l'importanza degli incentivi materiali e "politico-morali" per la gestione degli operai. Il "sistema di contabilità interna", un ramo secondario del "sistema di contabilità indipendente", garantisce dei bonus ai gruppi di lavoro e ai laboratori che utilizzano materie prime e attrezzature nel modo più efficiente. Questi premi finanziari derivano dai profitti delle imprese.
Il successo del sistema di lavoro Taean è rappresentato dalla sua longevità e il continuo sostegno da parte della leadership. Nel discorso di capodanno del 1991 che segnò il tredicesimo anniversario della creazione del sistema, Kim Il-sung affermò che:

### Campagne per la produzione di massa
Parallelamente alle tecniche di gestione come il metodo Ch'ŏngsan-li e il sistema di lavoro Taean, entrambi progettati per aumentare la produzione nelle operazioni più normalizzate e regolarizzate delle aziende agricole e delle imprese, la leadership ricorre continuamente a esortazioni e campagne di massa per motivare i lavoratori a raggiungere le quote di produzione. La più vecchia e pervasiva campagna per la produzione di massa è stata il Movimento Ch'ŏllima. Introdotto nel 1958 e ispirato al Grande balzo in avanti cinese (1958-1960), il Movimento Ch'ŏllima organizzava la forza lavoro in squadre di lavoro e brigate in competizione fra loro per aumentare la produzione. La campagna era rivolta ai lavoratori industriali e agricoli e alle organizzazioni nell'ambito dell'educazione, della scienza, della sanità, della salute e della cultura.
Oltre ai gruppi di lavoro, tra le unità ammissibili per le convocazioni del Ch'ŏllima vi erano intere fabbriche, officine e unità autonome come navi o stazioni ferroviarie. L' "emulazione socialista" tra i settori industriali, le imprese, le fattorie e le squadre di lavoro sotto il Movimento Ch'ŏllima doveva portare in teoria ad una corsa frenetica per completare il primo piano quinquennale (1957-1960) ma creò invece degli sconvolgimenti caotici all'interno dell'economia. Ciò rese necessario mettere da parte il 1959 come "anno tampone" per ripristinare l'equilibrio economico.
Sebbene il Movimento Ch'ŏllima fosse stato sostituito nei primi anni '60 dal metodo Ch'ŏngsan-li e dal sistema di lavoro Taean, il regime continuò a fare affidamento sulle campagne di massa durante i primi anni novanta. Le campagne condotte dopo il Ch'ŏllima per accelerare gli sforzi verso la fine di un periodo (come un mese, un anno o un piano economico) per raggiungere obiettivi di produzione ed economici del decennio.

### Metodi maggiori
I metodi maggiori della gestione economica socialista nordcoreana sono:
- Metodo politico, riguardante l'organizzazione e l'ispirazione delle masse produttive al raggiungimento degli obiettivi economici "suscitando il loro entusiasmo rivoluzionario e la loro attività creativa";[134]
- Metodo economico tecnologico, per condurre il lavoro economico e tecnologico in modo scientifico e razione secondo le leggi economiche e i requisiti tecnico-scientifici della produzione;[134]
- Metodo amministrativo-organizzativo, per mobilitare le istituzioni economiche, le aziende e i loro membri attraverso via mezzi e modi amministrativi.[134]

## Pianificazione economica
L'articolo 34 della Costituzione nordcoreana stabilisce che l'economia nazionale si basa sulla pianificazione centrale. I piani sono realizzati dalla Commissione statale della Pianificazione seguendo metodi scientifici che puntano ad aumentare lo sviluppo economico del Paese. In Corea del Nord si fa una distinzione tra:
- Pianificazione unificata (일원화?, ilwŏnhwaMR), che garantisce l'uniformità nella pianificazione sotto la direzione coordinata dello Stato. Tutti gli organi e le sezioni interessati realizzano un sistema di pianificazione uniforme guidati della Commissione statale della pianificazione.[138]
- Pianificazione dettagliata (새 분화?, saebunhwaMR), riguardante la realizzazione di un piano elaborato e specifico per far combaciare tutti i settori e unità dell'economia nazionale nel minimo dettaglio.[139] È ritenuto un metodo scientifico per combinare strettamente lo sviluppo globale dell'economia con le attività di gestione di tutte le fabbriche e delle imprese statali, e per realizzare piani elaborati in grado di soddisfare le condizioni reali di settori, regioni e imprese.[139] La pianificazione dettagliata mira all'eliminazione dei fattori di squilibrio e spontaneità nello sviluppo economico.[139]

I comitati di pianificazione, sotto l'egida del Comitato di pianificazione statale, coordinano il loro lavoro con gli uffici di pianificazione delle organizzazioni governative relative all'economia, le corrispondenti aree regionali e locali. Il sistema cerca di consentire al personale di pianificazione regionale di coordinarsi al meglio con gli istituti economici nelle loro aree, che sono direttamente responsabili nella pianificazione, oltre a comunicare direttamente con il personale del Comitato centrale. La "pianificazione dettagliata" cerca invece di realizzare piani seguendo metodi scientifici e di precisione basati sulla valutazione concreta delle risorse, del lavoro, dei fondi, delle capacità degli impianti e di altre informazioni necessarie.
Sebbene il governo centrale sia chiaramente più coinvolto nella formulazione e nella valutazione dei piani annuali a lungo termine, esamina anche i riepiloghi dei progressi trimestrali o mensili. Le singole imprese suddividono il tempo di produzione in periodi giornalieri, settimanali, di dieci giorni, mensili, trimestrali e annuali. In generale, il piano mensile rappresenta il periodo base di pianificazione di una fabbrica.
Il successo di un piano economico dipende dalla qualità e dal dettaglio delle informazioni ricevute, dall'istituzione di obiettivi realistici, dal coordinamento tra i vari settori e dalla corretta attuazione. L'elevata crescita iniziale durante il piano triennale e, in misura minore, durante il piano quinquennale hanno contribuito ad un falso senso di fiducia tra i pianificatori. La statistica sui rapporti - una tendenza intrinseca in un'economia nella quale i guadagni non rappresentano gli obiettivi quantitativi, in particolare quando l'anno di riferimento del piano si avvicina - porta a sovrastimare il potenziale economico, a realizzare prodotti di scarsa qualità e infine a pianificare degli errori. L'uso inefficiente degli impianti, delle attrezzature e delle materie prime incrementano il numero degli errori di pianificazione. La mancanza di coordinamento nella pianificazione e nella competizione produttiva tra settori e regioni causa degli squilibri e interrompe le relazioni entrata-uscita. In teoria, le riforme della pianificazione nel 1964 avrebbero dovuto risolvere questi problemi, ma la necessità di una pianificazione corretta e dettagliata e di un'attuazione rigorosa dei piani fu così grande che la loro importanza venne sottolineata nella relazione che rendeva pubblico il secondo piano settennale, indicando che i problemi di pianificazione persistevano ancora negli anni ottanta.
A metà degli anni novanta, la Corea del Nord abbandonò la pianificazione direttiva definitiva e i piani pluriennali divennero soprattutto una strategia economica a lungo termine.

### Comitato statale per la pianificazione statale
Il Comitato di pianificazione statale (l'equivalente del Gosplan sovietico) redige i piani economici popolari seguendo metodi scientifici e puntando ad aumentare lo sviluppo economico del Paese. Traduce gli obiettivi generali stabiliti dal PLC in specifici piani di sviluppo annuali e a lungo termine e in obiettivi quantitativi per l'economia nel suo insieme, come così come per ogni settore industriale e impresa. Il Comitato statale di pianificazione coordina inoltre i comitati stabiliti in ciascuna suddivisione amministrativa e i dipartimenti di pianificazione di tutte le istituzioni e imprese della Corea del Nord, che inviano i dati e gli indicatori al comitato statale.
Non è autorizzato a redigere e controllare i piani riguardanti il settore militare o della pubblica sicurezza, di responsabilità del 2º Comitato economico (per l'economia militare), del Ministero delle forze armate popolari, il Ministero della sicurezza popolare, il Ministero della sicurezza nazionale e altri.

## Lavoro
Anche la crescita e i cambiamenti nella struttura e nel modello di proprietà statale dell'economia hanno cambiato le quote della forza lavoro. Nel 1958 i singoli agricoltori privati, che un tempo costituivano oltre il 70% della forza lavoro, erano stati trasformati o sostituiti da agricoltori statali o collettivi. Gli artigiani, i commercianti e gli imprenditori privati furono riuniti nelle imprese statali o cooperative. All'interno del settore industriale nel 1963, l'ultimo anno per cui sono disponibili tali dati, vi erano 2 295 imprese statali e 642 cooperative. La dimensione e l'importanza delle imprese statali possono essere ipotizzate dal fatto che le imprese statali, che costituivano il 78% del totale delle imprese industriali, contribuivano al 91% della produzione industriale totale.
In base alle stime del 2008, la forza lavoro era costituita da 12,6 milioni di persone ed era ripartita in:
- Agricoltura: 35%
- Industria e servizi: 65%

## Bilancio e finanza

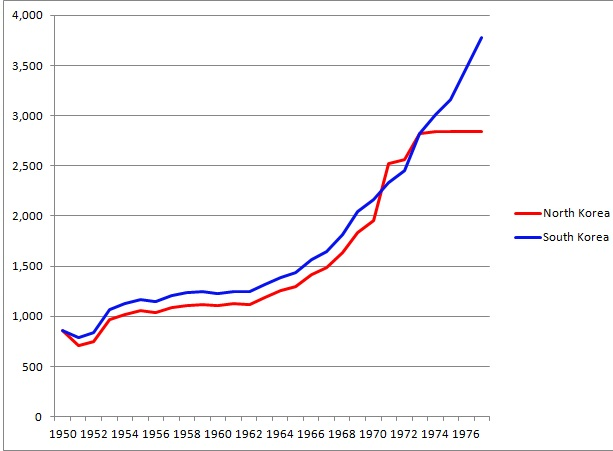
Il confronto tra gli andamenti dei PIL pro capite delle due Coree dal 1950 al 1977 (in dollari Geary-Khamis del 1990).

Il bilancio statale rappresenta uno strumento governativo molto importante per la realizzazione degli obiettivi economici del paese. Le spese rappresentavano circa i tre quarti del PIL nella metà degli anni ottanta, la cui ripartizione rifletteva le priorità date ai diversi settori economici. Le tasse furono abolite il 1º aprile 1974 poiché considerate come "parte di una società antiquata". Questa azione, tuttavia, non ebbe alcun effetto significativo sulle entrate dello stato perché la schiacciante proporzione dei fondi governativi - una media del 98,1% durante il periodo 1961-1970 - derivava dalle imposte sul fatturato, dalle deduzioni dagli utili pagati dalle imprese statali, e varie tasse d'uso per macchinari e attrezzature, impianti di irrigazione, televisori e acqua.
Per garantire un certo grado di autonomia locale e ridurre l'onere finanziario del governo centrale, nel 1973 è stato introdotto un "sistema di bilancio locale", in base al quale le autorità provinciali sono responsabili dei costi operativi delle istituzioni e delle imprese poste al di fuori del controllo diretto del governo centrale, come scuole, ospedali, negozi e produzione locale di beni di consumo. In cambio, viene auspicata l'organizzazione del maggior numero possibile di imprese redditizie e la consegna dei profitti al governo centrale.

Intorno a dicembre di ogni anno, viene redatto il bilancio statale per l'anno solare successivo ma revisionato a marzo. Di solito, le entrate totali superano le spese di un piccolo margine, con l'eccedenza portata all'anno successivo. La maggior parte delle spese statali va alla cosiddetta '"economia popolare" per una media del 67,3% delle spese totali tra il 1987 e il 1990, seguita dal settore "socio-culturale", della "difesa" e dell' "amministrazione".

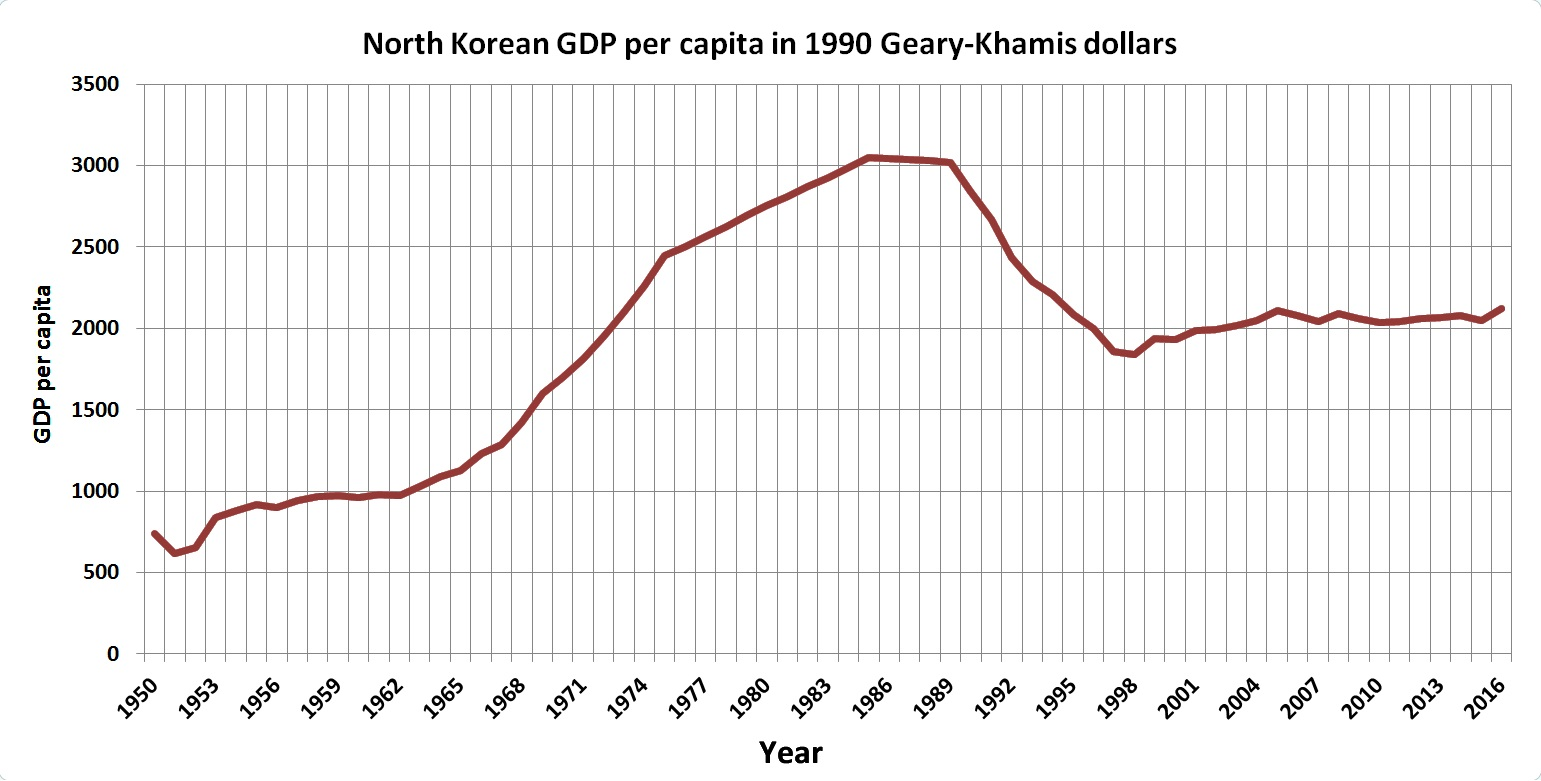
Le stime storiche del PIL pro capite della Corea del Nord.

Le spese per la difesa, come percentuale delle spese totali, è aumentata in modo significativo a partire dagli anni sessanta: dal 3,7% nel 1959 al 19% nel 1960 e, dopo aver raggiunto una media del 19,8% tra il 1961 e il 1966, al 30,4% nel 1967. Dopo essersi fermata al 30% fino al 1971, la quota della difesa è scesa bruscamente al 17% nel 1972 e ha continuato a diminuire negli anni ottanta. Ufficialmente, nel 1989 e nel 1990 la quota della difesa è rimasta al 12%, mentre nel 1991 era del 12,3% con l'11,6% previsto per il 1992. La tendenza al ribasso era coerente con le intenzioni annunciate dal governo per stimolare lo sviluppo economico e aumentare i benefici sociali. Tuttavia, gli esperti occidentali hanno stimato che le spese militari effettive sono più alte di quanto indicato nei bilanci.
Nel bilancio del 1999, le spese per i settori dell'agricoltura e dell'energia aumentarono rispettivamente del 15% e dell'11% rispetto a quelle del 1998.
Nel bilancio del 2007, è stato stimato un aumento delle entrate a 3,072 miliardi $. Nel 2006, il ricavo pubblico era stato stimato del 5,9%.

### Titoli di stato
Dal 2003, le autorità nordcoreane emetto dei titoli di stato chiamati "Obbligazioni della vita del Popolo".
La Corea del Nord vendette titoli a livello internazionale verso la fine degli anni settanta per un valore di 680 milioni DM e 455 milioni CHF. Il paese rimase in stato di default per tali buoni nel 1984, sebbene i titoli rimasero oggetto di commerci internazionali sulla speculazione che il paese avrebbe eventualmente mantenuto le obbligazioni.

## Commercio estero

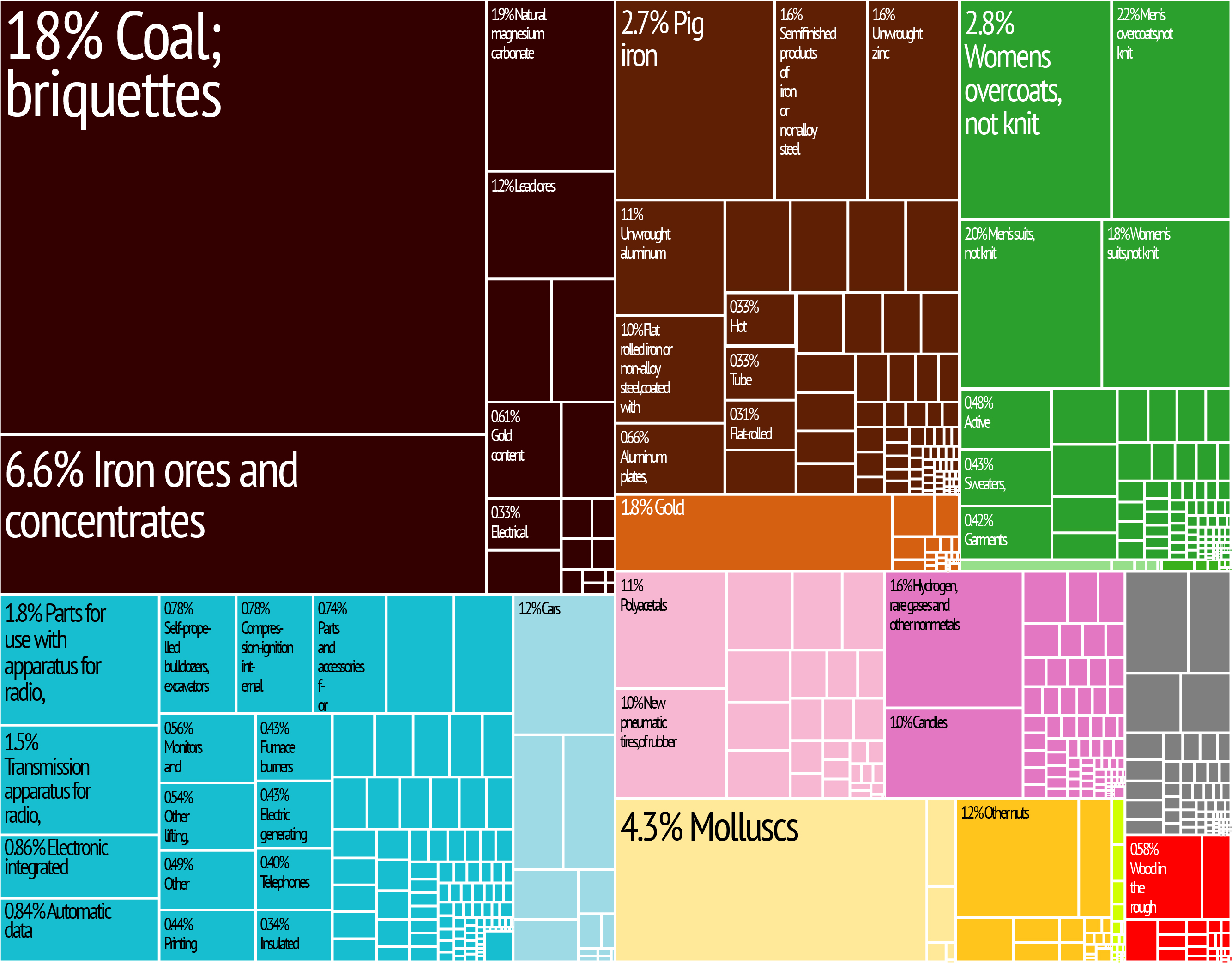
Una rappresentazione con le proporzioni delle esportazioni nordcoreane.

I dati statistici riguardo ai partner commerciali della Corea del Nord sono raccolti da organizzazioni internazionali come le Nazioni Unite e il Fondo monetario internazionale e dal Ministero dell'unificazione sudcoreano.
È stato inoltre stimato che le importazioni di armi dall'Unione Sovietica tra il 1988 e il 1990 rappresentavano circa il 30% delle importazioni totali della Corea del Nord e che tra il 1981 e il 1989 la Corea del Nord aveva guadagnato circa 4 miliardi $ dall'esportazione di armi, approssimativamente il 30% delle esportazioni nordcoreane totali in quel periodo. Si stima che il valore nominale in dollari delle esportazioni di armi dalla Corea del Nord nel 1996 sia stato di circa 50 milioni $.
Il commercio estero della Corea del Nord diminuì negli anni novanta ma, dopo aver toccato il fondo di 1,4 miliardi $ nel 1998, riuscì a recuperare leggermente. Il totale commerciale della Corea del Nord nel 2002 è stato di 2,7 miliardi $: solamente circa il 50% di quei 5,2 miliardi nel 1988, anche in dollari con il tasso nominale. Queste cifre escludono il commercio intra-coreano, ritenuto interno, che è salito nel 2002 a 641 milioni $. Verso la fine degli anni 2000 il commercio estero è cresciuto fortemente, raggiungendo tra il 2007 e il 2011 i 5,6 miliardi $, in gran parte verso la Cina. A partire dal 2010 il commercio estero era tornato ai livelli del 1990 e nel 2014 era quasi il doppio del 1990, con gli scambi con la Cina che passano dal 50% del commercio totale nel 2005 a quasi il 90% nel 2014. Nel 2015, fu stimato che le esportazioni verso lo stato cinese valevano 2,3 miliardi $, l'83% del totali di 2,83 miliardi $.
Per quanto riguarda gli investimenti all'estero, la Commissione nazionale della difesa nordcoreana ha istituito il Taep'oong International Investment Group of Korea come organo ufficiale.
Le sanzioni internazionali hanno ostacolato il commercio internazionale del paese, molte delle quali relative allo sviluppo di armi di distruzione di massa da parte del governo nordcoreano. L'ex presidente degli Stati Uniti Barack Obama ha approvato un ordine esecutivo nell'aprile 2011 dove veniva "vietata l'importazione negli Stati Uniti, direttamente o indirettamente, di qualsiasi prodotto, servizio o tecnologia dalla Corea del Nord". Altre sanzioni operative sono quelle imposte dal Consiglio di Sicurezza dell'ONU tramite le risoluzioni 1695, 1718, 1874, 1928, 2087, e 2094. Secondo la Banca centrale sudcoreana, le sanzioni economiche (ovvero il divieto di quasi tutte le esportazioni e il congelamento dei conti all'estero) hanno colpito seriamente l'economia nordcoreana nel 2018, portando il paese ad una netta retrocessione. A metà di febbraio, il Rodong Sinmun, ovvero il giornale ufficiale del Comitato centrale del Partito del Lavoro di Corea, stava esaurendo la carta e pubblicava solo un terzo della sua normale tiratura, due centrali elettriche che forniscono elettricità a Pyongyang sono rimaste ferme per dieci giorni tempo a causa della carenza di carbone provocando un lungo blackout, le miniere di carbone erano improduttive per la mancanza di carburante né per i macchinari né per il trasporto, inoltre le reazioni di cibo erano state dimezzate.

### Legami economici tra nord e sud
A seguito di una decisione del 1988 del governo sudcoreano di autorizzare gli scambi con il Nord, le imprese sudcoreane iniziarono ad importare merci della Corea del Nord. Il commercio diretto con il Sud iniziò nell'autunno del 1990 ed è in seguito aumentato da $ 18,8 milioni $ nel 1989 a 333,4 milioni $ nel 1999, divenendo uno dei principali partner economici dello stato sudcoreano.
Durante questo decennio, il presidente della sudcoreana Daewoo ha visitato la Corea del Nord e ha raggiunto un accordo sulla costruzione di un complesso industriale leggero a Namp'o. In altri negoziati, la Hyundai Asan (il ramo per gli investimenti della Hyundai in Corea del Nord) ottenne il permesso di portare gruppi turistici via mare a Kŭmgang-san sulla costa sud-orientale del territorio nordcoreano, e più recentemente quello per costruire la regione industriale di Kaesŏng da 3,2 km², vicino alla zona demilitarizzata coreana (ZDC), e attrarre così investimenti verso la Corea del Nord.
In seguito alla sunshine policy di Kim Dae-jung e al summit intercoreano del 2000, entrambe le Coree accettarono nell'agosto del 2000 di ricollegare la sezione della ferrovia Gyeongui lungo la linea Seul-Pyongyang, che oltretutto attraversa la ZDC. Inoltre, i due governi affermarono di voler costruire un'autostrada a quattro corsie per bypassare Panmunjeom.
L'11 giugno 2006 furono messi in onda degli spot pubblicitari, con lo slogan "The Sound of One", per promuovere un Samsung Anycall dove erano presenti la danzatrice nordcoreana Cho Myong-ae e la sudcoreana Lee Hyo-ri.
Il commercio con la Corea del Sud è diminuito dopo l'elezione di Lee Myung-bak a presidente della Corea del Sud nel 2008, che ha ridotto il commercio per fare pressione sulla Corea del Nord per quanto riguarda la questione nucleare. Il commercio con la Corea del Sud è sceso da 1,8 miliardi $ a 1,1 miliardi tra il 2007 e il 2013, e la maggior parte degli scambi rimanenti è stato effettuata attraverso il regione industriale di Kaesŏng. Il parco industriale ha subito frequenti interruzioni a causa delle tensioni politiche.

### Cina
Con la dissoluzione dell'URSS, la Cina è diventata il principale partner commerciale della Corea del Nord. Nel 2007 i commerci bilaterali avevano un valore di 1,97 miliardi $ (1,7 trilioni ₩) e nel 2011 era aumentato a 5,6 miliardi $ (5,04 trilioni ₩). Gli scambi con la Cina rappresentarono quindi il 57% delle importazioni nordcoreane e il 42% delle esportazioni.
Le statistiche cinesi del 2013 stimarono che le esportazioni della Corea del Nord in Cina valevano circa 3 miliardi $ con importazioni di circa 3,6 miliardi $. Le esportazioni verso la Cina nel 2015 furono stimate in 2,3 miliardi $.

### Joint ventures
Alcune società sudcoreane hanno avviato delle joint ventures con imprese nordcoreane in settori come l'animazione e l'informatica, mentre i commercianti cinesi riescono a fare affari di successo vicino al confine tra Cina e Corea del Nord. In un sondaggio del 2007 su un campione di 250 attività cinesi nella Corea del Nord, una maggioranza ha riferito di aver pagato tangenti. Robert Suter, che ha diretto l'ufficio di Seul della multinazionale elettrotecnica svizzera ABB, ha affermato che la compagnia ha cercato di imporsi in Corea del Nord. Nel 2005, alcune aziende europee hanno istituito una sede dell'European Business Association (EUBA) a Pyongyang, assumendo di fatto le caratteristiche di una camera di commercio che rappresenta una serie di joint venture europee e altre imprese.
Sebbene nel 2013 nessuna banca internazionale abbia operato nello paese socialista, alcune compagnie straniere si stanno dimostrando sempre più interessate a trattare con la Corea del Nord.
L'associazione Ch'ongryŏn ha contribuito alla creazione nel 2010 di una fabbrica nordcoreana di televisori a schermo piatto LCD nel 2010.
La zona economica speciale di Rasŏn è stata fondata all'inizio degli anni novanta nell'angolo nord-orientale del paese, al confine con la Cina e la Russia. Nel giugno 2011 è stato siglato un accordo con il governo cinese per istituire una zona di libero scambio congiunta tra le isole della Corea del Nord di Hwanggumpyong e Wihwa e la zona di confine cinese vicino a Dandong. Il governo nordcoreano ha inoltre istituito tra il 2013 e il 2014 più di una dozzina di nuove ZES.